# Film d'horreur
Le film d'horreur, ou film d'épouvante, est un genre cinématographique dont l'objectif est de créer un sentiment de peur, de répulsion ou d'angoisse chez le spectateur. Il est à dissocier du thriller et surtout du film fantastique, qui apporte une notion de surnaturel sans pour autant avoir pour but de provoquer la peur. Parmi les sous-genres, le slasher est l'un des plus reconnus avec des personnages de référence comme Freddy Krueger (Les Griffes de la nuit), Michael Myers (Halloween) ou encore Jason Voorhees (Vendredi 13). Ces films où l'histoire des personnages principaux importe peu sont construits autour d'un scénario uniquement destiné à expliciter la manière dont le boogeyman s'applique à tuer ses victimes. Les films impliquant des zombies, des vampires, des fantômes, des forces démoniaques ou encore des loups-garous comptent également parmi les classiques du genre.
L'histoire de l'horreur au cinéma commence dès la fin du XIXe siècle, mais ce n'est qu'avec le cinéma expressionniste allemand, puis avec les productions Universal Monsters des années 1930, que le genre prend vraiment son essor. Après une période creuse, le genre est relancé par les films de la Hammer à la fin des années 1950. La mode du fantastique gothique lancée par la firme cède la place la décennie suivante à des œuvres plus ancrées dans une réalité contemporaine, tels Psychose, La Nuit des morts-vivants et Rosemary's Baby qui, conjuguées avec l'arrivée du gore, révolutionnent le genre. Les années 1970 et le début des années 1980 sont une période faste avec la sortie de classiques tels que L'Exorciste, Massacre à la tronçonneuse, Les Dents de la mer, Suspiria, Halloween, Shining, Evil Dead et The Thing. L'horreur, bien qu'étant toujours une cible privilégiée pour la censure, accède à une certaine reconnaissance en tant que genre à part entière. Après un nouveau passage à vide, le genre trouve un second souffle à la fin des années 1990 avec des œuvres plus novatrices ou subversives, comme Scream, et la reconnaissance internationale du cinéma d'horreur asiatique.
La popularité de l'horreur ne se dément pas au début du XXIe siècle, malgré une apparente surabondance de remakes et de suites, avec des films qui se démarquent aussi bien parmi les grosses productions (comme l'illustre le succès commercial et critique de Ça en 2017) que dans le cinéma indépendant. Le studio Blumhouse s'est ainsi fait spécialiste du genre en se faisant remarquer par la production de succès populaires comme Paranormal Activity ou Get Out.

## Définition du genre
La notion peut sembler subjective, et le classement est parfois plus délicat qu'il n'y paraît. En effet, des œuvres telles que King Kong (1933, de Ernest B. Schoedsack et Merian C. Cooper) ou Godzilla (1954, de Ishirō Honda) sont plus largement considérées aujourd'hui comme des films fantastiques ou de science-fiction. Avec l'évolution des mentalités, la perception de l'horreur change au fil des générations ; ce qui peut faire basculer un film d'un genre vers l'autre. Au-delà de cette considération, de nombreux films rattachés à l'horreur sont assimilés au cinéma fantastique. Le fantastique et l'horreur sont souvent indissociables pour les francophones, les anglophones utilisant quant à eux uniquement le terme horror pour qualifier le genre. Pour Christian Oddos, « le but essentiel des films d'horreur est de transmettre une horreur visuelle et sordide ou encore d'infliger au spectateur, par l'intermédiaire d'un personnage, une horreur intellectuelle et morale ». L'horreur se distingue pour cet auteur du fantastique dans le sens où elle cherche à provoquer un choc plutôt que l'étonnement et la surprise.
Le réalisateur Michael Armstrong distingue sept catégories principales d'ingrédients servant de base aux scénarios de tous les films d'horreur, cette catégorisation étant reprise par Philippe Rouyer : 
1. les morts-vivants (vampires, zombies…) ;
2. l'occulte au sens large (la sorcellerie, les fantômes et les démons) ;
3. les tueurs psychopathes ou déséquilibrés ;
4. les métamorphes (loups-garous…) ;
5. les créations monstrueuses de l'homme (Frankenstein…) ;
6. les revanches de la nature (animaux monstrueux…) ;
7. les monstres venus de l'espace.

L'horreur se mêle ainsi fréquemment à d'autres genres comme le fantastique, la science-fiction ou le policier mais s'en différencie par sa « volonté essentielle » de provoquer la peur ou la révulsion. Dans son essai Anatomie de l'horreur, Stephen King considère que l'horreur échappe à toute tentative de définition ou de rationalisation, mais distingue trois niveaux d'émotions qu'elle vise à provoquer : la terreur, où tout est suggéré et laissé au travail de l'imagination ; l'horreur proprement dite, qui entraîne une réaction viscérale teintée de peur en présentant quelque chose de monstrueux ou d'anormal ; et la révulsion, qui a pour but de provoquer un choc en suscitant le dégoût. Pour Martine Roberge, la peur, qu'elle soit provoquée par la suggestion ou par la révélation à l'écran, est toujours au centre du genre, elle est « le moteur du cinéma d'horreur » et « il s'agit avant tout de créer un climat d'inquiétude ». Philippe Rouyer donne une définition similaire en affirmant : « On peut parler d'horreur lorsque, dans le monde du réel ou de l'imaginaire, on se trouve en présence de phénomènes qui tendent à susciter chez le spectateur certaines réactions psychiques ou viscérales dans le registre de la peur et/ou du dégoût ». Cette association de l'horreur avec la peur et/ou le dégoût est majoritaire même si elle est parfois contestée, comme par l'universitaire Éric Dufour qui la trouve imparfaite car bien trop restrictive.

## Historique

### Les films muets

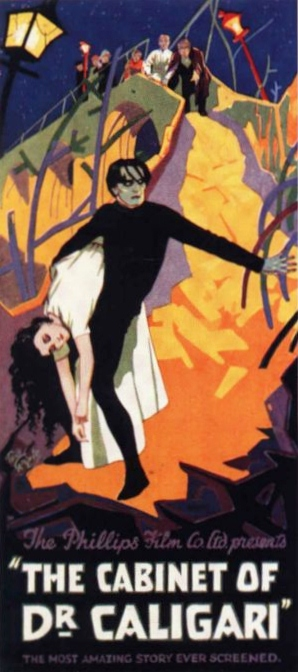
Le Cabinet du docteur Caligari.

Abordé par tous les arts de près ou de loin jusque là, le thème de l'horreur ou de l'épouvante n'échappe pas à l'art naissant qu'est le cinématographe.
L'influence de l'horreur cinématographique se fait sentir dès ses débuts. Georges Méliès est un pionnier du genre, avec des films tels que Le Manoir du diable (1896), qui peut être considéré comme le premier film d'horreur, et La Caverne maudite (1898). Méliès invente et rôde de nombreux procédés techniques (apparition/disparition, différence d'échelles et incrustations d'images…), qui feront le bonheur du genre. Avec le Britannique George Albert Smith, il met au point les premiers effets spéciaux. Dès les années 1910 en France, pour le compte de la Gaumont, Louis Feuillade connaît le succès avec des feuilletons, teintés d'événements macabres et de mystères : Fantômas (1913), Les Vampires (1915).
La vogue du public pour ce genre est véritablement lancée grâce, principalement, au cinéma expressionniste allemand, dont les deux œuvres emblématiques demeurent Le Cabinet du docteur Caligari (1920), de Robert Wiene, et Nosferatu le vampire (1922), de Friedrich Wilhelm Murnau, probablement l'un des films les plus importants pour l'émergence du genre. L'ambiance particulièrement morbide du film et la prestation de Max Schreck, dans le rôle de Nosferatu, ont un impact considérable sur le public et les créateurs de l'époque. S'inspirant du roman épistolaire Dracula, sans aucune autorisation légale, le réalisateur perd un procès face à la veuve de Bram Stoker, étant ainsi condamné à en détruire les copies sur certains territoires. Cette adaptation est loin d'être un cas isolé dans ce genre naissant. Le cinéma allemand de l'époque puise abondamment son inspiration dans la littérature (un phénomène loin d'être cantonné à l'horreur, en cette période où le 7e Art tente se donner une légitimité artistique publique).
Le cinéma scandinave, bien plus simple à exporter à l'époque du muet, n'est pas en reste. On lui doit un des premiers classiques traitant de magie noire et de commerce avec le Diable. Coproduction suédo-danoise, La Sorcellerie à travers les âges (1922), de Benjamin Christensen, exploite un procédé scénaristique extrêmement novateur en étant « le premier pseudo-documentaire d'horreur ».
Aux États-Unis, le genre muet horrifique en gestation est dominé par deux personnalités hors normes : le réalisateur Tod Browning - qui a fui sa famille très jeune pour devenir clown dans un cirque par amour avant de rallier Hollywood au sein de la troupe de D. W. Griffith -, et l'acteur Lon Chaney - enfant de parents sourds-muets qui est surnommé « l'homme aux mille visages » et s'applique lui-même des maquillages de sa fabrication. Leur collaboration s'avère prolifique, avec dix films les réunissant en une décennie. Certains des films de Browning de cette période sont toujours considérés comme des classiques du cinéma d'horreur, notamment Londres après minuit (1927) et L'Inconnu (1927). Chaney et Conrad Veidt, dont le talent est notamment visible dans Le Cabinet du docteur Caligari et L'Homme qui rit (1928), sont tous deux considérés comme des « géants du cinéma muet ».
D'autres réalisateurs de l'époque contribuent aussi à enrichir la légende de Lon Chaney. Ainsi, Notre-Dame de Paris (1923), de Wallace Worsley, devient le premier film américain important du genre. En 1925, Le Fantôme de l'Opéra, de Rupert Julian, produit par Universal Pictures, préfigure l'importance du studio dans l'essor du cinéma d'horreur durant les années 1930. Ces débuts du cinéma américain dans le genre sont souvent marqués par un côté mélodramatique très appuyé avec des personnages caricaturaux et des scénarios mettant l'accent sur le suspense et la violence, mais aussi sur des histoires d'amour et une sentimentalité pouvant paraître mièvre pour un public moderne.
Durant cette période, une horreur plus graphique apparaît au détour de certaines scènes de films, qui, pourtant, n’appartiennent pas au genre : décapitation dans Intolérance (1916), de D. W. Griffith, ou la fameuse scène de l'œil tranché en gros plan dans Un chien andalou (1929) de Luis Buñuel,.

### Les années 1930-1950

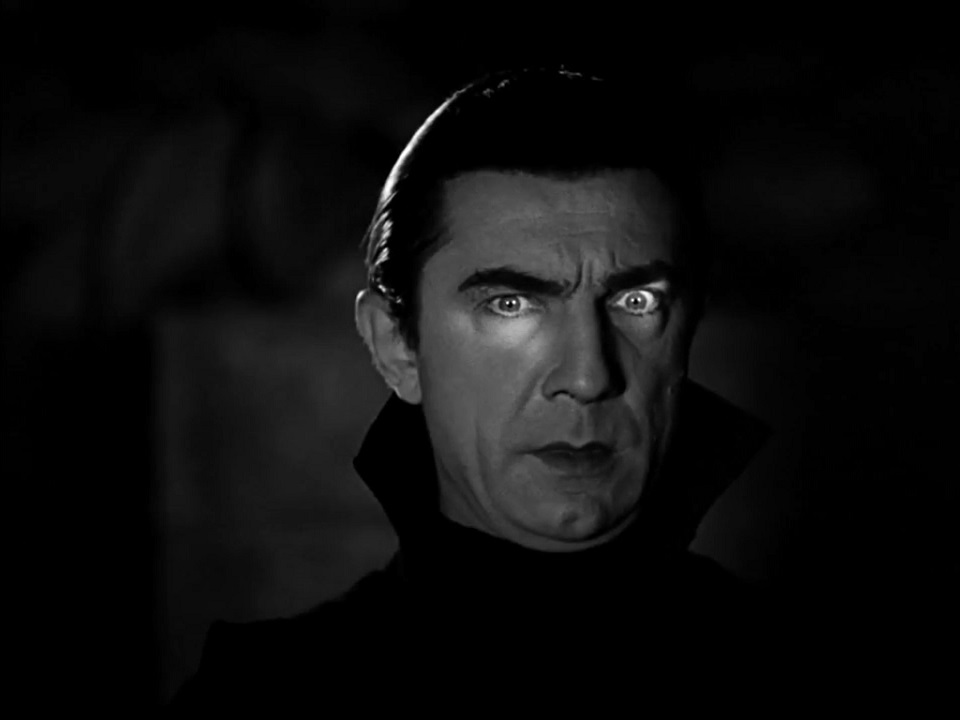
Béla Lugosi dans Dracula (1931).

En 1931, Universal Pictures produit trois films capitaux dans l'évolution du cinéma d'horreur : Dracula de Tod Browning (d'après le roman de Bram Stoker), Frankenstein de James Whale (d'après le roman de Mary Shelley) et Docteur Jekyll et Mr. Hyde de Rouben Mamoulian (d'après le roman de Robert Louis Stevenson). Fredric March remporte pour sa double interprétation de Jekyll et Hyde l'Oscar du meilleur acteur, ce qui en fait le seul acteur ayant gagné cette récompense pour un rôle dans un film d'horreur pendant soixante ans. C'est après la sortie de Dracula que le terme de « film d'horreur » (horror film) est employé pour la première fois par les producteurs d'Universal. Le succès de ces trois œuvres, dû en partie aux attentes d'un public « traumatisé par la Grande Dépression et en quête de divertissements », pousse la compagnie à produire d'autres films de monstres — que l'on nommera les Universal Monsters entre 1932 et 1948 — dont certains sont aujourd'hui des classiques, tels que La Momie (1932) de Karl Freund, L'Homme invisible (1933) de James Whale (d'après le roman de Herbert George Wells) et, surtout, La Fiancée de Frankenstein (1935) du même réalisateur, « l'une des rares suites qui s'avèrent supérieures à l'original ». Les acteurs Béla Lugosi et Boris Karloff deviennent de véritables « monstres sacrés » pour Universal.
En 1932 sort Docteur X de Michael Curtiz, premier film d'horreur en couleur bichromique, et Les Chasses du comte Zaroff d'Ernest B. Schoedsack et Irving Pichel, premier film du sous-genre appelé survival. La même année sort Freaks, de Tod Browning, film qui emploie comme acteurs de véritables phénomènes de foire et qui terrifie tellement ses premiers spectateurs qu'il est lourdement censuré par les producteurs et interdit au Royaume-Uni. Ce film « en avance sur son temps » tombe dans l'oubli avant d'être redécouvert durant les années 1960. L'année suivante, Curtiz est aux commandes de Masques de cire et Schoedsack à la réalisation de King Kong (coréalisé par Merian C. Cooper). King Kong est le premier film sur le thème de la revanche de la nature, laquelle s'oppose à l'homme et à sa technologie.
Durant les années 1940, RKO Pictures — déjà à l'origine des Chasses du comte Zaroff et de King Kong — produit nombre de séries B horrifiques à l'horreur plus suggestive, dont trois deviennent des classiques du genre : La Féline (1942) de Jacques Tourneur, Vaudou (1943) du même réalisateur et Le Récupérateur de cadavres (1945) de Robert Wise. Paramount Pictures, pourtant moins intéressé par ce sujet, produit tout de même, durant la même période, un film de fantômes dénommé La Falaise mystérieuse (1944), avec Ray Milland et réalisé par Lewis Allen, qui reste un précurseur dans le domaine des histoires de spectres et de hantise. Le genre connaît cependant un net déclin durant les années 1940, en partie en raison d'une horreur beaucoup plus réelle, celle de la Seconde Guerre mondiale, et des réalisateurs comme Tod Browning et James Whale arrêtent de tourner car les grands studios se détournent d'eux.

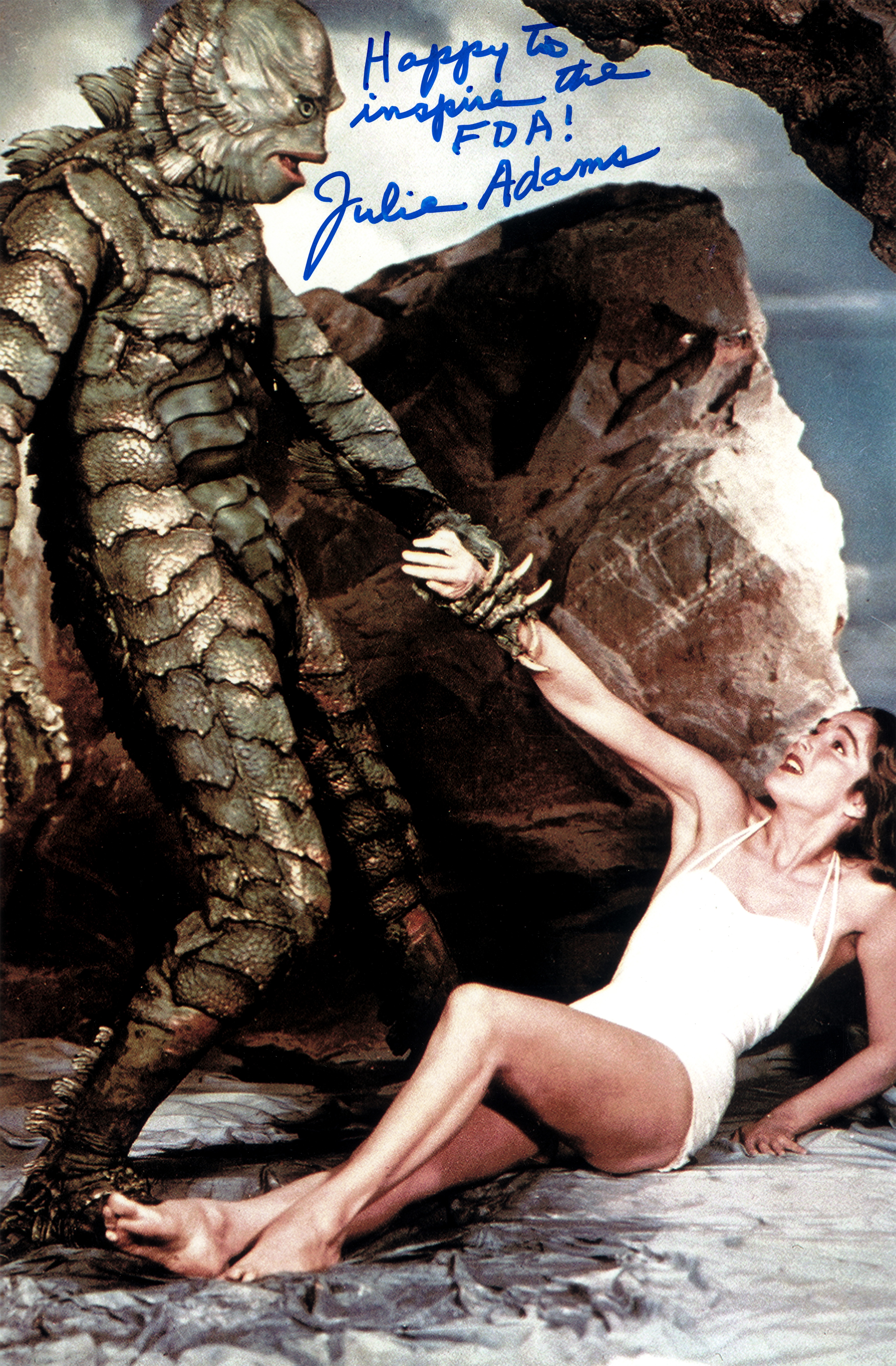
Une scène du film L'Étrange Créature du lac noir (1954).

Avec la guerre froide, le maccarthysme, la peur du nucléaire et des expérimentations scientifiques, les années 1950 voient l'apparition de l'horreur dans le cinéma de science-fiction. La Chose d'un autre monde (1951), de Christian Nyby d'après la nouvelle de John W. Campbell, et L'Invasion des Profanateurs de Sépultures (1956), de Don Siegel d'après le roman de Jack Finney, sont des pamphlets anticommunistes. Des monstres attaquent la ville (1954), de Gordon Douglas, et Godzilla (1954), d'Ishirō Honda, symbolisent la peur de la menace nucléaire,. L'Étrange Créature du lac noir (1954) présente pour sa part le « premier monstre vraiment aquatique ». La Mouche noire (1958), de Kurt Neumann d'après la nouvelle de George Langelaan, montre un scientifique défiguré par une expérience ratée. Le genre continue à innover dans le domaine technique, le premier film important en 3D étant L'Homme au masque de cire (1953).
Après avoir été éclipsé par les films à connotation scientifiques durant la première moitié des années 1950, le fantastique gothique fait son grand retour avec les œuvres de la Hammer Film Productions. C'est en 1957 que la Hammer produit son premier film d'épouvante, Frankenstein s'est échappé de Terence Fisher. Le succès du film, ainsi que celui du Cauchemar de Dracula, toujours de Fisher, en 1958, mène la firme britannique à sérieusement s'investir dans le genre avec notamment Le Chien des Baskerville et La Malédiction des pharaons en 1959, tous deux également de Terence Fisher. Ce dernier et ses deux acteurs fétiches, Peter Cushing et Christopher Lee, deviennent de véritables marques de fabrique de la firme, qui répand par ailleurs, à travers son « esthétique sanglante non édulcorée », l'utilisation de la couleur dans un genre qui était l'un des derniers bastions du noir et blanc. La Hammer règne sur l'horreur gothique durant toutes les années 1960 avant que ce sous-genre ne se démode progressivement avec l'arrivée d'œuvres plus modernes telles que les films de George Romero, de Tobe Hooper et de Dario Argento.
Aux États-Unis, la société de production American International Pictures cherche à profiter du succès des films de la Hammer, tout d'abord avec des comédies horrifiques destinées à un public adolescent. William Castle crée quant à lui l'effet Percepto, un système électrique provoquant des vibrations dans les fauteuils des spectateurs, à l'occasion de la sortie de son film Le Désosseur de cadavres (1959). Enfin, des classiques du genre sont produits en France à l'exemple des Diaboliques (1955) d'Henri-Georges Clouzot (même si sa classification dans le genre peut faire débat) et des Yeux sans visage (1959) de Georges Franju.

### Depuis les années 1960
Après avoir tourné plusieurs films pour le studio American International Pictures (AIP), Roger Corman propose aux dirigeants de la firme une adaptation de la nouvelle d'Edgar Allan Poe, La Chute de la maison Usher. Malgré les réticences, Corman tient bon et tourne son film, qui sort en 1960. Le succès étant au rendez-vous, il réalise plusieurs autres adaptations de l'écrivain avec Vincent Price invariablement dans les rôles principaux, dont La Chambre des tortures (1961), Le Corbeau (1963) ou Le Masque de la mort rouge (1964) pour les plus fameux. Parallèlement, au Royaume-Uni, la Hammer sort pléthore de films dont on peut notamment retenir Les Maîtresses de Dracula (1960), La Nuit du loup-garou (1961), La Gorgone (1964) et Dracula, prince des ténèbres (1966), tous réalisés par Terence Fisher.
En Italie, Mario Bava réalise en 1960 son premier film d'horreur, Le Masque du démon, « grand classique du cinéma d'horreur gothique ». Il tourne ensuite certains autres classiques de l'horreur à l'italienne, dont Les Trois Visages de la peur (1963), Le Corps et le Fouet (1963) ou encore Opération peur (1966).
C'est en 1960 que sortent deux films qui révolutionnent le genre en profondeur : Psychose d'Alfred Hitchcock et Le Voyeur de Michael Powell. L'horreur s'ancre dans la réalité, s'affranchit de son aspect fantastique. Les monstres y sont des humains psychologiquement instables, assouvissant leurs pulsions névrotiques dans le meurtre. La scène de la douche de Psychose est régulièrement considérée comme « la scène de meurtre la plus terrifiante de l'histoire du cinéma ». En 1963, Hitchcock signe son deuxième et dernier film dans le genre horrifique avec Les Oiseaux, où les monstres sont cette fois-ci des nuées de volatiles. Les Oiseaux codifie le sous-genre du film d'horreur avec des animaux et de nombreux films ayant pour antagonistes des insectes, des félins, des canidés, des rats, des ours et même des lapins avec Les Rongeurs de l'apocalypse (1972) sortent dans les années 1960 et 1970.
En 1963, Robert Wise signe La Maison du diable, classique du genre adapté d'un roman de Shirley Jackson qui joue sur l’ambiguïté entre surnaturel et horreur psychologique, alors que Mario Bava pose les fondements du giallo avec La Fille qui en savait trop. Il tourne le premier grand classique de ce genre en 1964 avec Six Femmes pour l'assassin. Le giallo se caractérise par un protagoniste qui joue les détectives amateurs, « un tueur ganté de noir » et utilisant les armes blanches et une priorité donnée à l'esthétique au détriment de la rigueur du scénario.

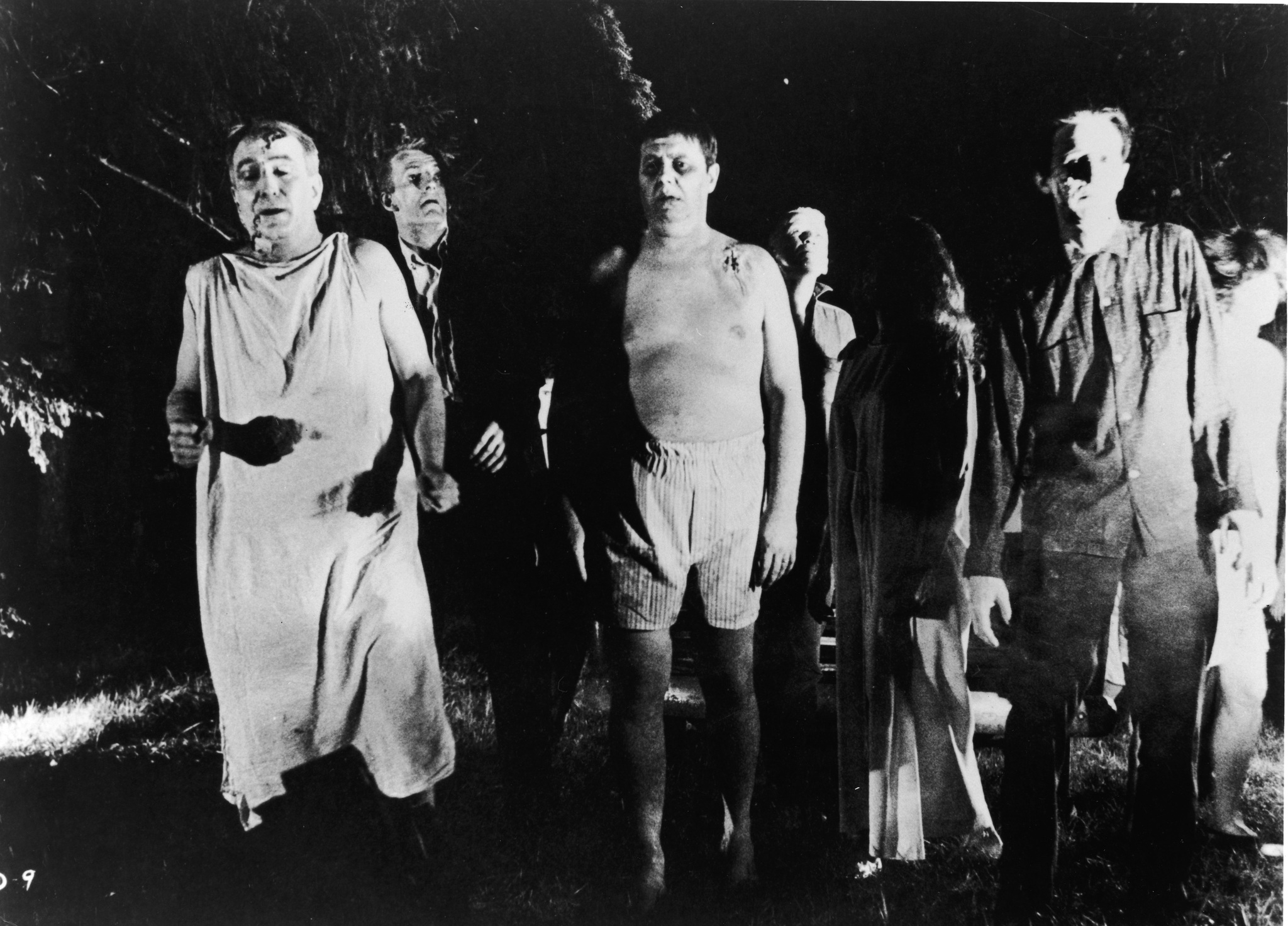
La Nuit des morts-vivants de George A. Romero (1968).

Toujours en 1963, Herschell Gordon Lewis réalise avec Orgie sanglante le premier film gore (ou splatter pour les anglophones), genre qui a des répercussions fondamentales sur le cinéma d'horreur. Les pires atrocités y sont exposées au spectateur, de la trépanation à l'éviscération, en passant par l'énucléation ou encore l'égorgement. Le film connaît un grand succès sur le circuit des drive-in. Lewis tourne une dizaine de films gores dans les années 1960 et 1970, notamment 2000 Maniaques (1964) et The Wizard of Gore (1970).
En 1968 sort une œuvre majeure pour le cinéma d'épouvante - voire le cinéma dans son ensemble : La Nuit des morts-vivants, de George A. Romero. D'un pessimisme total, parsemé de scènes d'autant plus éprouvantes qu'elles sont traitées avec un grand réalisme, le film est un choc et marque durablement les esprits. Au-delà de cela, La Nuit des morts-vivants est une œuvre politique et sociale, portant un regard sans concession sur la société de son époque. Romero renouvelle ainsi radicalement et de façon subversive la figure du mort-vivant.
Roman Polanski réalise trois films d'horreur très différents durant la décennie : le thriller psychologique Répulsion (1965), la comédie horrifique Le Bal des vampires (1967) et Rosemary's Baby (1968), d'après le roman d'Ira Levin, « chef-d'œuvre de fantastique urbain sur fond de paranoïa » qui voit la religion être utilisée comme élément horrifique. Fortes du succès de ce dernier film, les grandes majors, qui commencent à sérieusement s'intéresser au genre, réemploient la religion – essentiellement les principes du christianisme – à maintes reprises durant les années 1970. Rosemary's Baby et La Nuit des morts-vivants sont « deux œuvres majeures qui, tout en empruntant des voies très différentes, symbolisent le point de départ d'une ère nouvelle » en rompant avec le gothique par leur ancrage dans le monde moderne.
En 1970, Dario Argento réalise son premier film avec L'Oiseau au plumage de cristal (d'après le roman La Belle et la Bête de Fredric Brown), l'un des plus importants gialli. Il continue l'exploration du genre avec Le Chat à neuf queues (1971), Quatre Mouches de velours gris (1972), et principalement Les Frissons de l'angoisse (1975), « l'un des opéras gore les plus originaux et les plus oniriques de l'histoire du cinéma ». D'autres réalisateurs tournent des gialli, dont Sergio Martino avec La Queue du scorpion (1971) et Torso (1973), Lucio Fulci avec La Longue Nuit de l'exorcisme (1972) et L'Emmurée vivante (1977) ou encore Mario Bava avec La Baie sanglante (1971), ce dernier film préfigurant le genre du slasher. Dario Argento passe ensuite à des films incorporant des éléments fantastiques, à commencer par Suspiria (1977), « chef-d'œuvre atrocement surréaliste ».

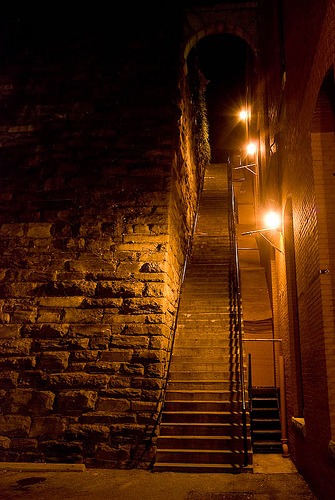
Lieu de tournage d'une célèbre scène de L'Exorciste.

Le premier long métrage de Wes Craven, La Dernière Maison sur la gauche (1972) est à l’origine du rape and revenge. Sous-genre du film d’horreur, le rape and revenge montre une femme subir des violences sexuelles, avant de se venger de ses agresseurs. Souvent complaisant et toujours à l’origine de houleux débats quant à l’immoralité de ces œuvres, le genre a tout de même ses « classiques » tels Crime à froid (1973), de Bo Arne Vibenius, Œil pour œil (1978), de Meir Zarchi, ou encore L'Ange de la vengeance (1981), d'Abel Ferrara.
En 1973, inspirée par les résultats probants de Rosemary's Baby, la Warner Bros. Pictures produit L'Exorciste (d'après le roman de William Peter Blatty), réalisé par William Friedkin. Le film, pionnier dans sa représentation d'un exorcisme, connaît un succès commercial considérable, devenant un véritable « phénomène de société ». Il apporte un regain de considération pour le genre et aborde le thème, important pour l'époque, du malaise « engendré par l'évolution des mœurs » et du sentiment de rupture avec leurs enfants que ressentent les parents d'adolescents. De ce fait, nombre de longs métrages traitant de satanisme voient le jour, dont le plus populaire reste La Malédiction (1976) de Richard Donner. Au Royaume-Uni, The Wicker Man (1973), de Robin Hardy, est un « éblouissant thriller, brillamment structuré » et à « l'esthétique hors normes », qui mêle film policier et horreur.
En 1974, Tobe Hooper réalise un film d'horreur qui marque l'histoire du cinéma : Massacre à la tronçonneuse, œuvre « au rythme implacable et au style quasi documentaire » qui, en décrivant une famille réduite au chômage par la modernisation des abattoirs et devenue cannibale, est une « parodie réussie et monstrueuse de la société capitaliste ». Le film, très controversé à sa sortie, traîne toujours une réputation d'œuvre gore, alors qu'il ne compte pas un seul plan de ce style, et se voit interdire d'écran pendant cinq ans en France. Massacre à la tronçonneuse est aussi le chef de file du survival, sous-genre du cinéma d'épouvante, dont Délivrance, de John Boorman, pose les bases dès 1972. La colline a des yeux (1977), de Wes Craven, est aussi un digne représentant du genre.
Les Dents de la mer, de Steven Spielberg, d'après le roman de Peter Benchley, combine de « brillantes scènes de suspense » avec des « personnages complexes » et rencontre un succès très important en 1975, battant le record de recettes au box-office pour un film d'horreur de L'Exorciste. De nombreuses productions mettant en scène des animaux marins voient le jour par la suite, notamment Tentacules (1977), Orca (1977) et surtout Piranhas (1978), de Joe Dante. La mode des films avec des animaux décline après l'échec de Prophecy (1979) avant d'être relancée à la fin des années 1990.
En 1976, David Cronenberg réalise Frissons, son premier film d'horreur. Chez Cronenberg, l'horreur est viscérale et sexuelle, les mutations physiques de ses personnages représentant leurs troubles et névroses. Rage (1977) et Chromosome 3 (1979) sont les deux autres œuvres de son « triptyque médical » entamé par Frissons. Chromosome 3, généralement considéré comme le plus réussi, critique les méthodes thérapeutiques extrêmes et utilise une « imagerie saisissante pour brosser le portrait atroce et douloureux d'une femme incapable de supporter ses blessures psychologiques ». La même année, Brian De Palma adapte le roman d'un jeune écrivain alors inconnu : Carrie de Stephen King.
Le slasher, né en 1974 avec Black Christmas de Bob Clark, prend son essor avec le succès de La Nuit des masques (1978, plus connu sous son titre original Halloween), de John Carpenter. Ce sous-genre met en scène un tueur masqué utilisant des armes blanches et traquant principalement des adolescents. Il est généralement vaincu par un protagoniste féminin, appelé « la dernière survivante ». Le slasher engendre un grand nombre d'œuvres cinématographiques durant les années 1980.
En 1978, George A. Romero donne une suite à La Nuit des morts-vivants en réalisant Zombie. Le film de Romero garde l'aspect social de La Nuit des morts-vivants, étant un réquisitoire contre la société de consommation. La trame de Zombie s'apparente à un film d'action, gardant l'aspect gore qui caractérise les œuvres du genre. En réponse au succès de Zombie, Lucio Fulci réalise L'Enfer des zombies (1979). Il réalisera ensuite la trilogie de la mort composée de Frayeurs (1980), L'Au-delà (1981) et La Maison près du cimetière (1981). Apportant au genre une sensibilité toute personnelle et une surenchère dans la violence graphique, Fulci insuffle à ses morts-vivants une touche à la fois macabre et poétique, très éloignée de la vision critique de George Romero, où la caméra scrute au plus près la torture et la dégénérescence de la chair. Les producteurs italiens s'engouffrent dans la brèche et produisent nombre de films de morts-vivants durant les années 1980, pour la plupart de qualité assez médiocre.
En 1979, Ridley Scott réalise Alien, le huitième passager, film mêlant science-fiction et horreur qui arrive au moment idéal pour combler les attentes des spectateurs et dont l'extraction du monstre du thorax de l'une de ses victimes demeure « l'une des plus célèbres scènes d'horreur au cinéma ». Son succès lui vaudra trois suites. La même année sort Amityville : La Maison du diable, de Stuart Rosenberg, qui réalise ce film d'après le roman de Jay Anson, publié en 1977, prétendument inspiré de faits réels. Le film est suivi de nombreuses suites ainsi que d'un remake.

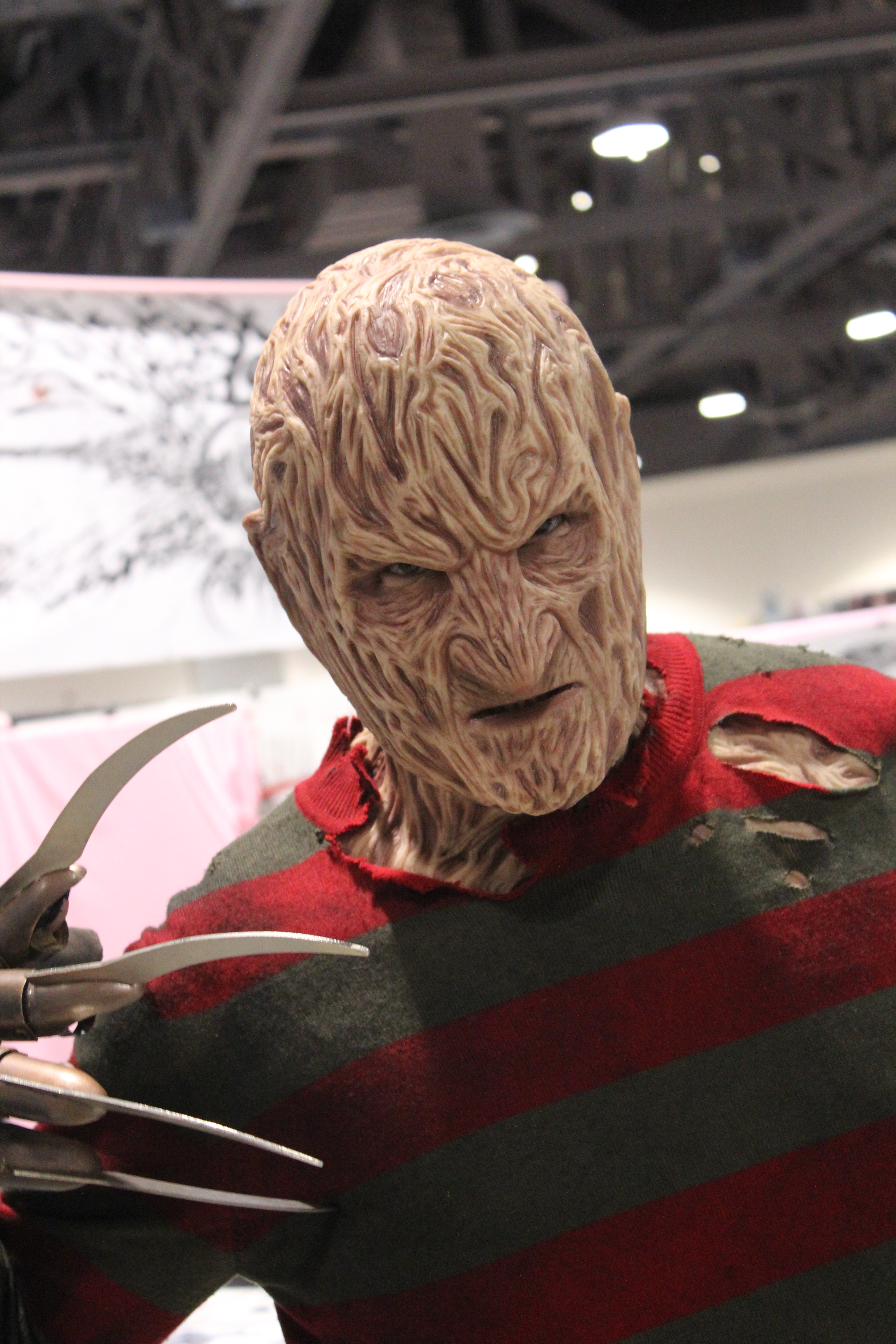
Cosplay de Freddy Krueger.

Pour surfer sur le succès d’Halloween, Sean S. Cunningham réalise Vendredi 13 (1980), autre œuvre fondamentale du slasher à la « fonction de Grand-Guignol moderne ». Il donne ainsi naissance au personnage de Jason Voorhees, l'une des figures mythiques du cinéma d'horreur. Le succès de Vendredi 13, qui prouve que le succès de Carpenter avec Halloween peut être reproduit, est à l'origine d'une véritable vague de slashers durant la première moitié des années 1980 ainsi que de nombreuses suites. Autre classique du genre, mais à tendance plus fantastique avec son « univers hallucinatoire et cauchemardesque », Les Griffes de la nuit, de Wes Craven, sort en 1984 et voit la première apparition de Freddy Krueger.
De 1977 à 1985 sort la Trilogie cannibale de Ruggero Deodato, caractérisée par ses « séquences choquantes par leur violence picturale ». Après Le Dernier Monde cannibale (1977), c'est surtout Cannibal Holocaust (1980) qui rencontre le succès. Réalisée caméra à l'épaule dans un style documentaire, la deuxième partie du film crée un scandale, Deodato laissant entendre que les atrocités montrées n'y sont pas mises en scène, mais bien réelles. Devant le scandale provoqué, il doit ensuite avouer que les scènes sont simulées. Bien qu'il ne soit pas le premier du genre — il est communément admis qu’Au pays de l'exorcisme (1972), d'Umberto Lenzi, en est l'instigateur — Cannibal Holocaust marque l'apogée du film de cannibales, qui se déroule dans les jungles d'Asie ou d'Amérique du Sud, et les productions de ce genre s’accroissent en Italie après sa sortie. Cannibal Ferox (1981) est cependant le dernier représentant vraiment marquant de ce sous-genre.
C'est aussi en 1980 que sort le célèbre film d'horreur Shining, inspiré du roman du même nom écrit par Stephen King. Le film, quant à lui, est réalisé par Stanley Kubrick, et « explore les horreurs bien réelles de l'héritage de l'Ouest américain : alcoolisme, enfance maltraitée et violence conjugale ». Toujours en 1980, William Lustig réalise Maniac. Emmené par Joe Spinell dans le rôle du psychopathe Frank Zito, Maniac est une œuvre à l'« ambiance malsaine », aux effets gore particulièrement sordides de Tom Savini — déjà à l'origine des effets spéciaux de Zombie et Vendredi 13.
En 1981, Joe Dante révolutionne le thème du loup-garou avec Hurlements. Le personnage central ne porte plus sa lycanthropie comme une malédiction, mais la vit pleinement, avec un plaisir certain. La même année sort Le Loup-garou de Londres, de John Landis, au sujet plus proche du mythe initial que le film de Joe Dante. Le regain d'intérêt pour les films de loups-garous est à l'origine d'une autre réussite du genre : Wolfen (1981) de Michael Wadleigh (d'après le roman de Whitley Strieber).
Toujours en 1981 sort Evil Dead. Son réalisateur Sam Raimi donne au genre « un sens inédit du mouvement et de la vitesse » en y ajoutant un style proche de la bande dessinée et une dose d'humour slapstick. Raimi donne deux suites à son film avec Evil Dead 2 (1987) et Evil Dead 3 : L'Armée des ténèbres (1992).
En plein apogée durant les années 1970, le giallo disparaît dans les années 1980. Trois réussites en sonnent le glas : le retour de Dario Argento au genre avec Ténèbres (1982), le très gore Éventreur de New York (1982) de Lucio Fulci et un mélange réussi entre le giallo et le slasher avec Bloody Bird (1987) de Michele Soavi.
En 1982, John Carpenter sort son adaptation de la nouvelle La Bête d'un autre monde intitulée The Thing. Le film est une réussite aussi bien au niveau de l'intrigue que par ses effets spéciaux mis au point par Rob Bottin, déjà reconnu pour son travail dans Hurlements, et peut être considéré comme le précurseur d'un sous-genre, celui de la possession extraterrestre. Avec son ambiance de paranoïa, le film « illustre l'idée selon laquelle la menace est partout parce que le mal peut prendre tous les visages ». C'est pourtant un échec commercial, en partie en raison de ses points communs avec Alien et de l'impression de déjà-vu qui en résulte chez les spectateurs. The Thing et Poltergeist, de Tobe Hooper, sorti la même année, emmènent les effets spéciaux vers de nouveaux sommets.
Après sa collaboration avec Stephen King pour Creepshow (1982), George A. Romero ajoute un opus à sa série des morts-vivants avec Le Jour des morts-vivants (1985). Après la société de consommation dans Zombie, le militarisme et l'aveuglement scientifique deviennent les thèmes ciblés par Romero. Toujours en 1985, Dan O'Bannon (scénariste du film Alien) réalise Le Retour des morts-vivants, mélange d'horreur et d'humour noir à mettre en parallèle avec l'œuvre de George Romero. Ce film révèle entre autres une future icône du cinéma d'horreur et de la série B des années 1980/1990, Linnea Quigley (considérée comme la reine des scream queens).
Après Scanners (1981) ayant pour thème le pouvoir de l'esprit sur la matière, Vidéodrome (1983) et sa critique du pouvoir du média télévisuel, et une adaptation de Stephen King avec Dead Zone (1983), David Cronenberg réalise La Mouche (remake de La Mouche noire) en 1986. Avec ce film, le thème de la métamorphose du corps au centre de l'œuvre de Cronenberg trouve son point culminant.
Aliens, le retour (1986), de James Cameron, se révèle être l'une des rares suites cinématographiques à la hauteur de l'original et change astucieusement de style en commençant comme un film d'action qui laisse ensuite place à l'horreur pure. En 1987, Clive Barker, nouvel écrivain à succès de la littérature fantastique, réalise Hellraiser (d'après son roman) en 1987 et invente pour l'occasion « le cinéma d'horreur fétichiste et sado-maso ». Le scénariste Peter Atkins poursuit la série avec divers réalisateurs et met l'accent sur les démons Cénobites, dont le plus connu n'est autre que Pinhead, aujourd'hui une icône du cinéma d'horreur.
En 1988, Tom Holland réalise Jeu d'enfant, où apparaît la célèbre poupée possédée par l'âme du psychopathe Chucky, une comédie horrifique à l'humour très acide qui remporte un franc succès auprès du public. L'année suivante, le film japonais Tetsuo est « l'un des premiers films d'horreur cyberpunk », alors que Society, de Brian Yuzna, renouvelle le thème de la lutte des classes avec son élite impossible à intégrer car elle « est littéralement une espèce à part ». Cependant, en dehors de quelques réussites, le genre horrifique s'essouffle nettement durant la deuxième moitié des années 1980 avec un nombre considérable de films insipides reprenant les mêmes recettes qui provoquent la lassitude du public.
Ce déclin du cinéma d'horreur se poursuit durant toute la première moitié des années 1990. Avec Misery (1990), Kathy Bates, qui remporte l'Oscar de la meilleure actrice, fait toutefois entrer son personnage au « panthéon des psychopathes ». À la lisière du thriller et de l'horreur, Le Silence des agneaux (1991) réveille le sous-genre du film de tueur en série, en partie grâce à l'interprétation d'Anthony Hopkins dans le rôle d'Hannibal Lecter, qui remporte l'Oscar du meilleur acteur alors qu'il n'apparaît que seize minutes à l'écran. Son succès provoque une vague de films qui essaient de copier son personnage de tueur en série charismatique, le plus réussi étant Seven (1995).
En 1992, Bernard Rose réalise Candyman, adaptation d'une nouvelle de Clive Barker qui est l'un des films d'horreur les plus réussis de la décennie. Le personnage du Candyman, allégorie des légendes et peurs naissant dans un milieu urbain, est aussi vu comme un symbole social, celui des difficultés d'intégration de la minorité afro-américaine. Deux ans plus tard, Entretien avec un vampire propose une réflexion similaire avec une autre minorité, celle des homosexuels.
Toujours en 1992, Peter Jackson réalise le film gore Braindead. Jackson n'en est pas à son coup d'essai, ayant réalisé Bad Taste – une comédie gore – en 1987. À l'instar de Bad Taste, Braindead est avant tout une comédie utilisant le gore comme élément comique. Il n'en est pas moins qualifié à l'époque de « film le plus sanglant de l'histoire du cinéma ».
Trauma (1993), considéré comme le dernier film de qualité de Dario Argento, et Dellamorte Dellamore (1994), « réjouissante histoire de morts-vivants » de Michele Soavi, sont le chant du cygne du cinéma d'horreur italien qui décline ensuite rapidement.

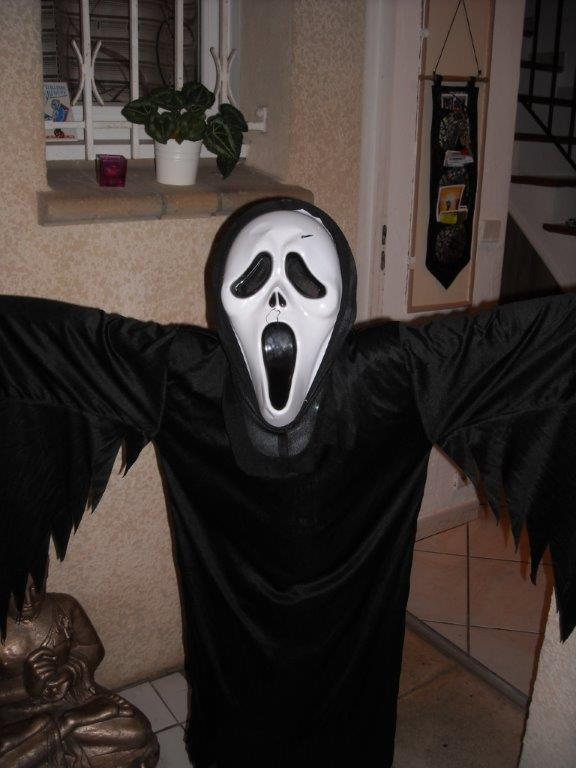
Cosplay de Ghostface, le tueur de Scream.

Après The Thing (1982) et Prince des Ténèbres (1987), John Carpenter donne une fin à sa « trilogie de l'Apocalypse » avec L'Antre de la folie (1995). Proche des écrits de H. P. Lovecraft, le film bascule dans une dimension où les repères spatio-temporels ont disparu, favorisant l'apparition de créatures mythologiques et plongeant son héros dans les méandres de la folie.
La sortie du slasher de Wes Craven Scream en 1996, permet de renouveler ce sous-genre en le détournant sur un mode satirique tout en conservant « les ingrédients classiques de l'épouvante ». Scream boucle la boucle du slasher avec ses personnages principaux qui connaissent très bien les films d'horreur et s'y réfèrent régulièrement. C'est « le premier film d'horreur qui progresse en énonçant ses propres conditions de possibilité ». Scream et sa suite Scream 2 (1997), toujours réalisée par Craven, ainsi que Souviens-toi... l'été dernier (1997), de Jim Gillespie, et Halloween, 20 ans après (1998), de Steve Miner, permettent une renaissance du slasher grâce à leurs « côtés délibérément réflexifs ».
En 1998 sort Ring, de Hideo Nakata, qui fait un carton au box-office. Ring et Audition (1999), de Takashi Miike, qui met en scène une autre représentante féminine du « panthéon des psychopathes », popularisent le cinéma d'épouvante asiatique dans les pays occidentaux.
En 1999, Le Projet Blair Witch, de Daniel Myrick et Eduardo Sánchez, devient le film le plus rentable de l'histoire, grâce à un budget dérisoire et à un effet d'annonce sans précédent sur Internet. Présenté comme un documentaire amateur, il montre le parcours de trois étudiants en cinéma partis tourner un reportage sur la sorcellerie dans une forêt. La même année, Sixième Sens, de M. Night Shyamalan, est lui aussi très remarqué avec son « angoissant » retournement final.
La vague de slashers post-Scream qui vise principalement un public adolescent débuté dans les années 1990 se poursuit au début des années 2000, avec la série des Jeepers Creepers ou celle des Destination finale. Freddy contre Jason en 2003 a aussi un certain succès, mais dans l'ensemble, la mode du slasher ado est en baisse et les années 2000 marquent un retour à des films d'horreur plus violents, moins « second degré », et résolument plus adultes, rappelant la crudité visuelle des films des années 1970 et début 1980.

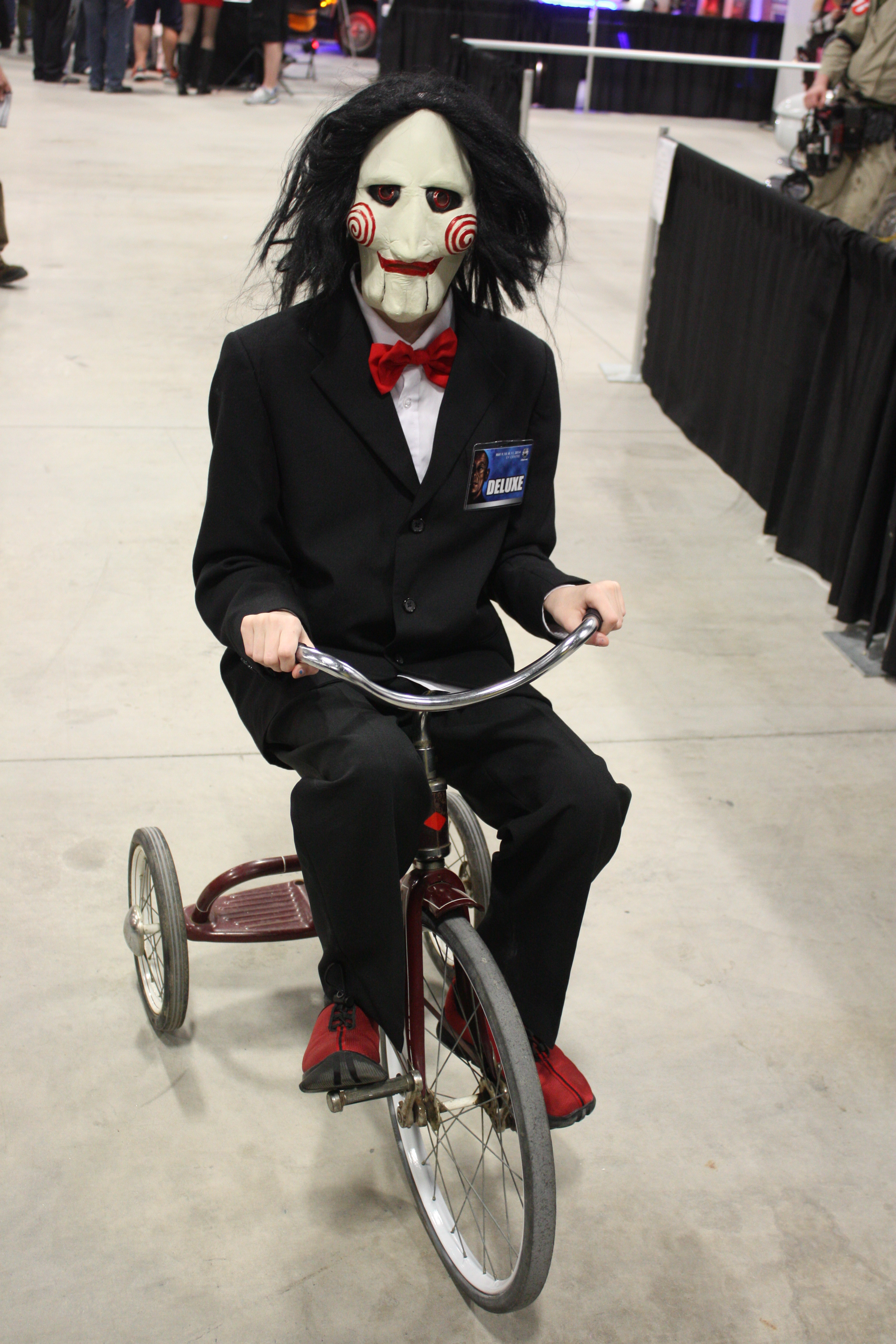
Cosplay de Billy, la marionnette de Jigsaw.

La radicalisation du film d'horreur se poursuit avec en Australie Wolf Creek (2005), de Greg McLean, en France Haute Tension (2003), d'Alexandre Aja, au Royaume-Uni Creep (2005), de Christopher Smith, et entre dans le domaine du torture porn avec Hostel (2005), d'Eli Roth, et surtout la saga Saw, qui détient le Guinness des records de la franchise la plus rentable de l'histoire du cinéma d'horreur. La mode du Torture porn lancée par Saw et Hostel trouve son inspiration dans les exactions commises durant la guerre d'Irak, notamment le scandale d'Abou Ghraib. D'une façon tout aussi brutale mais plus rock'n'roll, Rob Zombie sort deux films narrant les exploits d'une famille de dégénérés, dans La Maison des mille morts (2003) et The Devil's Rejects (2005).
Il y a aussi un retour aux films de zombies avec la sortie remarquée du film britannique 28 jours plus tard (2002), de Danny Boyle, frappant par sa brutalité réaliste. Une suite, 28 semaines plus tard, sort en 2007. En 2004, Zack Snyder réalise le remake du Zombie (1978) de George A. Romero, avec L'Armée des morts. La principale différence avec le film original réside dans le comportement des morts-vivants qui sont ici plus vifs et capables de courir contrairement aux zombies de Romero. Toujours en 2004, deux Anglais, Edgar Wright et Simon Pegg, profitant de la vague du cinéma de genre au Royaume-Uni réalisent Shaun of the Dead (la réalisation étant attribuée à Wright, Simon Pegg jouant dans le film aux côtés de Nick Frost). Shaun of the Dead est un film humoristique ayant pour toile de fond une invasion de zombies, mais aussi un hommage au genre et à ses réalisateurs. Romero profite de cet engouement pour les films de zombies pour continuer sa série « des morts-vivants » avec Le Territoire des morts (2005), Chronique des morts-vivants (2007) et Le Vestige des morts-vivants (2009).
Après un film de loups-garous (Dog Soldiers - 2002), Neil Marshall s'attaque au survival exclusivement féminin avec The Descent (2005). Le film se déroule dans un réseau de grottes et marque les esprits grâce à son atmosphère claustrophobique. Il connaît le succès, aussi bien public que critique. L'Exorcisme d'Emily Rose (2005) offre pour sa part « un second souffle » aux films de possession démoniaque. Les années 2000 sont aussi l'occasion pour Paul W. S. Anderson d'adapter le jeu vidéo Resident Evil au cinéma, avec un film homonyme (2002), qui donne lieu à plusieurs suites. Christophe Gans fait de même avec Silent Hill (2006).
Les années 2000 sont aussi celles des remakes : Massacre à la tronçonneuse (2003 – remake du film de Tobe Hooper de 1974), 2001 Maniacs (2003 – remake de 2000 maniaques de Herschell Gordon Lewis en 1964), Amityville (2005 – remake d'Amityville : La Maison du diable de 1979), La Maison de cire (2005 – remake de L'Homme au masque de cire de 1953), La colline a des yeux (2006 – du français Alexandre Aja, remake du film de 1977 de Wes Craven), le remake de 2009 de Vendredi 13), et celui de La Nuit des masques de John Carpenter dans Halloween 1 (2007) et 2 (2009) de Rob Zombie.
On assiste à une résurgence de films francophones d'horreur, voire de torture, même si les réalisateurs témoignent encore d'une grande difficulté de financement dans le cinéma français contemporain. On peut citer Ils (2006 — de Xavier Palud), Sheitan (2006 - de Kim Chapiron), À l'intérieur (2007 — d’Alexandre Bustillo et Julien Maury), Frontière(s) (2007 — de Xavier Gens), Martyrs (2009 — de Pascal Laugier), et La Horde (2009 — de Yannick Dahan et Benjamin Rocher). La Suède est aussi productive avec un film de vampire remarqué, Morse (2008), qui fait l'objet du remake américain Laisse-moi entrer (2011).
En 2007, Paco Plaza et Jaume Balagueró réalisent en Espagne le film [REC] qui se distingue grâce à sa manière de filmer en found footage. Sa suite directe, [REC] 2, sort en 2009. Paranormal Activity (2007) poursuit le genre du film d'horreur en found footage, avec cette fois-ci des plans filmés principalement depuis des caméras de surveillance.
La J-Horror est popularisée par Ring de Hideo Nakata en 1998 et se trouve principalement portée par trois réalisateurs : Nakata, qui signe ensuite notamment Ring 2 (1999) et Dark Water (2002) ; Takashi Shimizu, avec Ju-on: The Grudge (2002), et Kiyoshi Kurosawa, qui réalise Séance (2000) et Kaïro (2001). De 2002 à 2006, elle fait l’objet de nombreux remakes américains (Le Cercle en 2002, The Grudge en 2004, Dark Water et Le Cercle 2 en 2005…), parfois dirigés par les réalisateurs de l’original, invités à venir tourner aux États-Unis : Nakata réalise Le Cercle 2, remake de son film de 1999 ; Shimizu dirige The Grudge, le remake de son Ju-on: The Grudge. Même si le succès commercial demeure souvent au rendez-vous, le genre commence à s’essouffler, et les films d’épouvante asiatiques montrent leurs limites par leur absence de renouvellement thématique, voire visuel (ces films sont ironiquement appelés « films de filles aux cheveux sales » par la presse spécialisée, en référence à la figure du fantôme présentée dans Ring (1998), et repris dans quasiment tous les ersatz qui en ont découlé, qui est une jeune femme aux cheveux noirs, longs et sales qui lui masquent le visage).
La Corée du Sud suit également le mouvement avec notamment Phone (2002), Deux sœurs (2003), Cello (2005), The Wig (2005), Death Bell (2008), etc. The Host (2006) est un film de monstres coréen qui se démarque par son « subtil cocktail d'images de synthèse, de sensibilité originale et de personnages désespérément humains, le tout dans un contexte politique explicite »
La popularité des films en found footage ne se dément pas avec la sortie de The Troll Hunter et du Dernier Exorcisme en 2010, de Grave Encounters en 2011, de [REC] 3 Génesis en 2012, de The Sacrament en 2013, de L'Étrange Cas Deborah Logan et de Unfriended en 2014, du Projet Atticus en 2015, ainsi que de plusieurs films de la franchise Paranormal Activity.
Le cinéma coréen continue à se distinguer avec notamment les thrillers horrifiques J'ai rencontré le Diable (2010) et The Strangers (2016), et le film de zombies Dernier train pour Busan (2016).
La mode des remakes se poursuit avec Freddy : Les Griffes de la nuit (2010), reboot des Griffes de la nuit, et Evil Dead (2013), de Fede Alvarez, remake du film de Sam Raimi, lui-même producteur et coscénariste de la nouvelle version. Parmi les films à budgets importants, des œuvres originales se distinguent, comme Insidious (2010) ou encore Conjuring : Les Dossiers Warren (2013) et sa suite Conjuring 2 : Le Cas Enfield (2016), tous trois de James Wan, qui redonnent un nouveau souffle à l'horreur paranormale, en réintroduisant une réalisation et des plans de caméra soignés que la tendance au found footage avait occultés.
Ce nouveau souffle est également à trouver du côté du cinéma d'horreur indépendant et/ou à petit budget. Ainsi, le film australien Mister Babadook (2014) est acclamé par la critique. It Follows, réalisé par David Robert Mitchell, sort en 2014, et reçoit aussi de très bonnes critiques. Le réalisateur y reprend les standards des classiques horrifiques dans une œuvre ouverte à différentes interprétations vue par la majorité comme une allégorie du SIDA. You're Next, sorti en 2013, revisite pour sa part le genre du slasher, genre dont La Cabane dans les bois (2012) détourne les codes « pour mieux les railler ». De nouveaux réalisateurs se font remarquer, notamment Mike Flanagan qui signe des films aussi variés que The Mirror (2013), Pas un bruit (2016), Ne t'endors pas (2016), Ouija : les origines (2016) et Jessie (2017).
En 2017, Ça, d'Andrés Muschietti, tiré du roman homonyme de Stephen King, bat tous les records au box-office pour un film d'horreur avec plus de 700 millions de dollars de recettes à travers le monde. Get Out, sorti la même année, remporte quant à lui l'Oscar du meilleur scénario original.

## La censure
Le genre est depuis ses débuts une cible privilégiée de la censure. Aux États-Unis, le code Hays est appliqué du début des années 1930 jusqu'en 1966. Il insiste sur la mise en avant des valeurs morales et interdit toute représentation prolongée d'actes de violence comme les meurtres et les mauvais traitements. Cependant, seules les grandes sociétés de production le respectent, les films indépendants comme Orgie sanglante (1963) ayant tout loisir de l'ignorer. Constatant son inefficacité, la Motion Picture Association of America met en place en 1968 un système de classification des films comportant quatre degrés et qui n'a que très peu été modifié depuis lors. Afin d'éviter la classification X (devenue plus tard NC-17), de nombreux réalisateurs de films d'horreur pratiquent l'autocensure avant le passage devant la commission ou coupent des scènes si la classification n'est pas celle voulue.
En Europe, la France et l'Italie ont dans les années 1970 et 1980 des comités de censure relativement indulgents, mais au Royaume-Uni, le British Board of Film Classification est beaucoup plus strict, notamment en matière de violence. Beaucoup de films d'horreur écopent ainsi d'une interdiction aux moins de 18 ans, ou vont jusqu'à être interdits totalement par le refus de leur accorder un certificat. Les films qui contournent cette interdiction sur le marché vidéo, désignés sous le nom de video nasties, font l'objet d'une campagne de poursuites qui bat son plein au début des années 1980. La censure s'assouplit considérablement, du moins dans les pays occidentaux, à partir de la fin des années 1990.

## Autour du genre: festivals et magazines spécialisés
Le Festival international du film fantastique et de science-fiction de Paris, de 1972 à 1989, est le premier du genre en France. Il devient vite très populaire en raison de sa programmation très axée sur le gore et de sa chaude ambiance, les spectateurs n'hésitant pas à se manifester bruyamment. Cette ambiance excessive cause plus tard son déclin, les connaisseurs arrêtant d'y assister. Il est rapidement suivi par le Festival international du film fantastique d'Avoriaz, créé en 1973, et qui s'installe à Gérardmer en 1994. En Europe, on peut citer parmi les principaux festivals consacrés au moins en partie au genre le Festival international du film de Catalogne de Sitges, fondé en 1968, le Fantafestival, créé à Rome en 1981, le Fantasporto, fondé à Porto en 1982, le Festival international du film fantastique de Bruxelles, inauguré en 1983, le Festival du film fantastique d'Amsterdam, créé en 1984, le Festival international du film fantastique de Neuchâtel, fondé en 2000, et le Festival européen du film fantastique de Strasbourg, inauguré en 2008. Dans le reste du monde, le FanTasia, fondé à Montréal en 1996, le Festival international du film fantastique de Puchon, inauguré en 1997, le Screamfest Horror Film Festival de Los Angeles, fondé en 2001, le Buenos Aires Rojo Sangre, compétitif depuis 2004, l'Austin Fantastic Fest, créé en 2005, et le Toronto After Dark Film Festival, inauguré en 2006, sont les principaux festivals consacrés au genre.
L'Écran fantastique, fondé en 1969, et Mad Movies, créé en 1972, sont les deux magazines spécialisés phares en France. Aux États-Unis, Famous Monsters of Filmland, publié de 1958 à 1983, Cinefantastique, en circulation de 1967 à 2006, Fangoria, fondé en 1979, sont les revues les plus connues, alors que Rue Morgue, créé en 1997, tient ce rôle au Canada.

## Les films importants

### Avant 1950

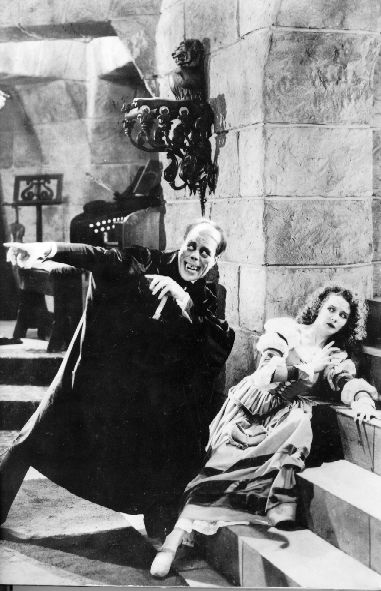
Lon Chaney et Mary Philbin dans Le Fantôme de l'Opéra (1925).

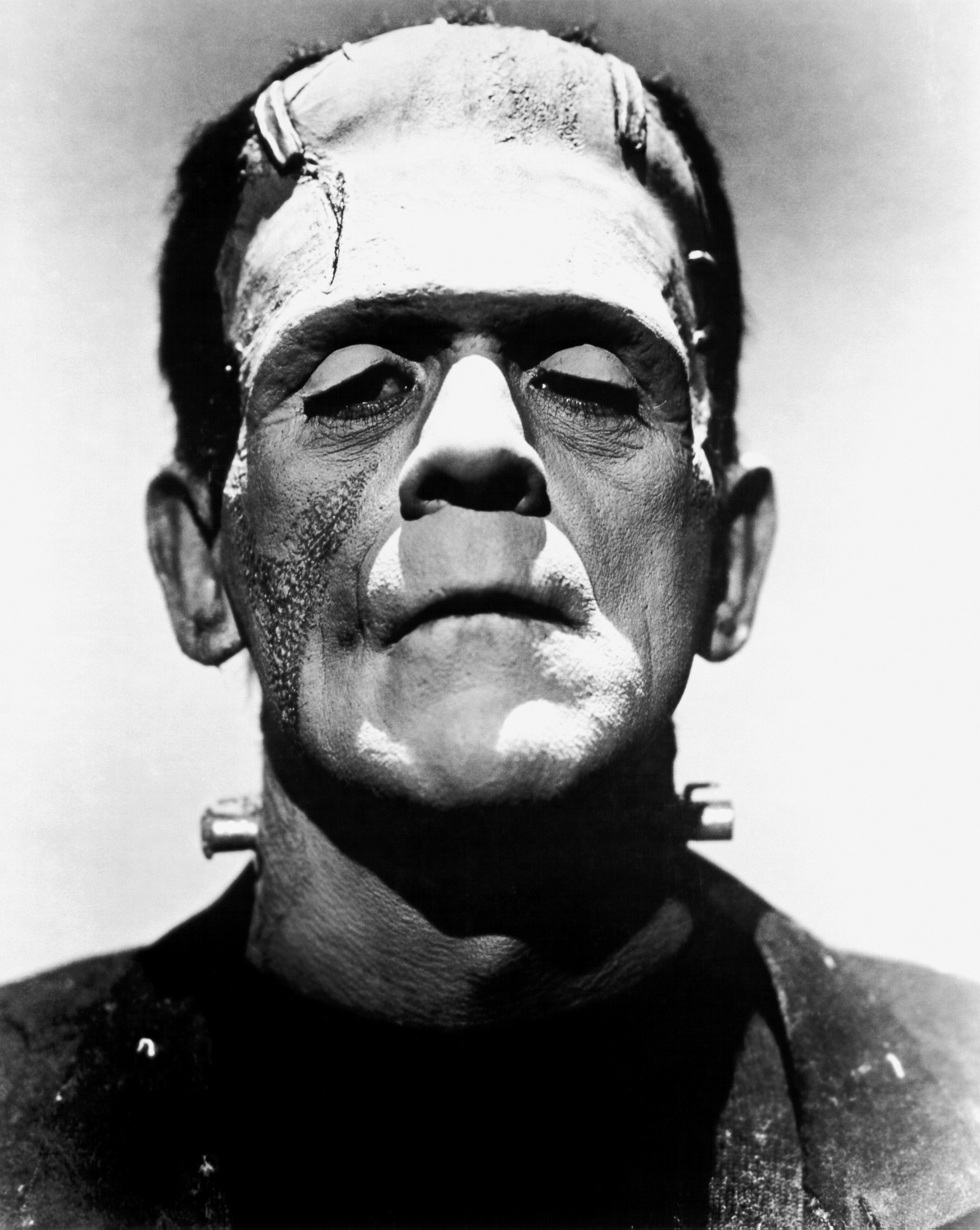
Boris Karloff dans La Fiancée de Frankenstein (1935).

| Année | Film                              | Titre original                        | Réalisateur(s)                                                      |
| ----- | --------------------------------- | ------------------------------------- | ------------------------------------------------------------------- |
| 1920  | Le Cabinet du docteur Caligari,   | Das Cabinet des Dr Caligari           | Robert Wiene                                                        |
| 1920  | Le Golem                          | Der Golem : Wie er in die Welt kam    | Paul Wegener et Carl Boese                                          |
| 1921  | La Charrette fantôme              | Körkarlen                             | Victor Sjöström                                                     |
| 1922  | La Sorcellerie à travers les âges | Häxan                                 | Benjamin Christensen                                                |
| 1922  | Nosferatu le vampire,             | Nosferatu, eine Symphonie des Grauens | Friedrich Wilhelm Murnau                                            |
| 1925  | Le Fantôme de l'Opéra,            | The Phantom of the Opera              | Rupert Julian                                                       |
| 1927  | L'Inconnu,                        | The Unknown                           | Tod Browning                                                        |
| 1927  | Londres après minuit              | London After Midnight                 | Tod Browning                                                        |
| 1928  | La Chute de la maison Usher       | La Chute de la maison Usher           | Jean Epstein                                                        |
| 1930  | The Cat Creeps                    | The Cat Creeps                        | Rupert Julian et John Willard                                       |
| 1931  | Docteur Jekyll et M. Hyde,        | Dr Jekyll and Mr. Hyde                | Rouben Mamoulian                                                    |
| 1931  | Dracula,                          | Dracula                               | Tod Browning                                                        |
| 1931  | Frankenstein,                     | Frankenstein                          | James Whale                                                         |
| 1932  | L'Île du docteur Moreau,          | Island of Lost Souls                  | Erle C. Kenton                                                      |
| 1932  | La Momie,                         | The Mummy                             | Karl Freund                                                         |
| 1932  | La Monstrueuse Parade,            | Freaks                                | Tod Browning                                                        |
| 1932  | Une soirée étrange,               | The Old Dark House                    | James Whale                                                         |
| 1932  | Vampyr,                           | Vampyr - Der Traum des Allan Grey     | Carl Theodor Dreyer                                                 |
| 1932  | White Zombie                      | White Zombie                          | Victor Halperin                                                     |
| 1933  | King Kong,                        | King Kong                             | Merian C. Cooper et Ernest B. Schoedsack                            |
| 1933  | L'Homme invisible,                | The Invisible Man                     | James Whale                                                         |
| 1934  | Le Chat noir,                     | The Black Cat                         | Edgar George Ulmer                                                  |
| 1935  | La Fiancée de Frankenstein,       | The Bride of Frankenstein             | James Whale                                                         |
| 1935  | Le Corbeau                        | The Raven                             | Lew Landers                                                         |
| 1935  | Le Monstre de Londres             | Werewolf of London                    | Stuart Walker                                                       |
| 1935  | Les Mains d'Orlac                 | Mad Love                              | Karl Freund                                                         |
| 1939  | Le Fils de Frankenstein,          | Son of Frankenstein                   | Rowland V. Lee                                                      |
| 1941  | Le Loup-garou,                    | The Wolf Man                          | George Waggner                                                      |
| 1942  | La Féline,                        | Cat People                            | Jacques Tourneur                                                    |
| 1943  | Vaudou,                           | I Walked with a Zombie                | Jacques Tourneur                                                    |
| 1945  | Au cœur de la nuit,               | Dead of Night                         | Basil Dearden, Robert Hamer, Alberto Cavalcanti et Charles Crichton |
| 1945  | Le Récupérateur de cadavres,      | The Body Snatcher                     | Robert Wise                                                         |

### Années 1950

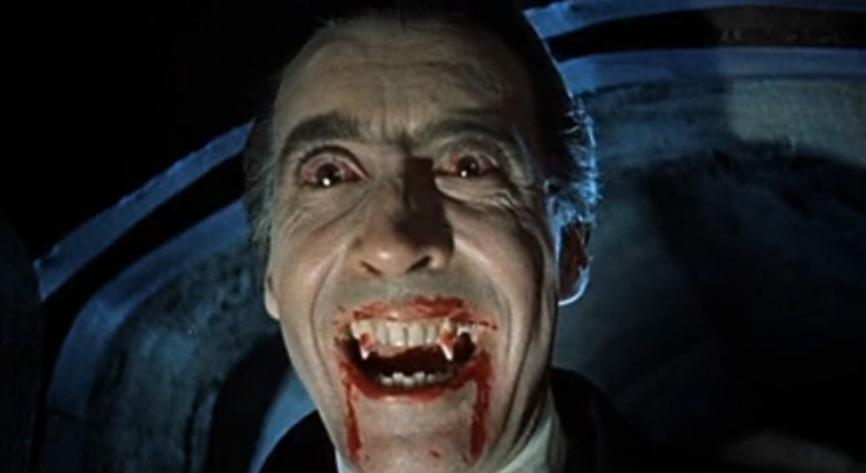
Christopher Lee dans Le Cauchemar de Dracula (1958).

| Année | Film                                       | Titre original                     | Réalisateur(s)    |
| ----- | ------------------------------------------ | ---------------------------------- | ----------------- |
| 1951  | La Chose d'un autre monde,                 | The Thing from Another World       | Christian Nyby    |
| 1953  | L'Homme au masque de cire,                 | House of Wax                       | André de Toth     |
| 1953  | Le Météore de la nuit                      | It Came from Outer Space           | Jack Arnold       |
| 1954  | Des monstres attaquent la ville            | Them!                              | Gordon Douglas    |
| 1954  | Godzilla,                                  | Gojira                             | Ishirō Honda      |
| 1954  | L'Étrange Créature du lac noir,            | The Creature from the Black Lagoon | Jack Arnold       |
| 1955  | La Nuit du chasseur,                       | The Night of the Hunter            | Charles Laughton  |
| 1955  | Le Monstre                                 | The Quatermass Xperiment           | Val Guest         |
| 1956  | L'Invasion des profanateurs de sépultures, | Invasion of the Body Snatchers     | Don Siegel        |
| 1957  | Frankenstein s'est échappé,                | The Curse of Frankenstein          | Terence Fisher    |
| 1957  | La Marque                                  | Quatermass 2                       | Val Guest         |
| 1957  | Rendez-vous avec la peur,                  | Night of the Demon                 | Jacques Tourneur  |
| 1958  | Danger planétaire                          | The Blob                           | Irvin S. Yeaworth |
| 1958  | La Mouche noire,                           | The Fly                            | Kurt Neumann      |
| 1958  | Le Cauchemar de Dracula,                   | Dracula                            | Terence Fisher    |
| 1959  | La Nuit de tous les mystères,              | House on Haunted Hill              | William Castle    |

### Années 1960

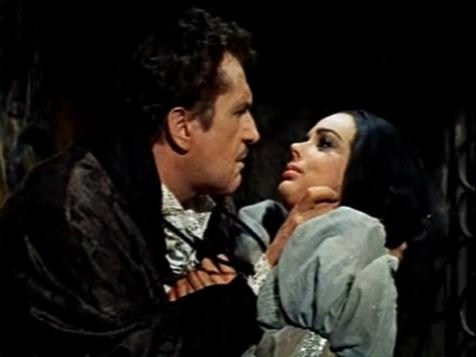
La Chambre des tortures (1961), l'un des films de Roger Corman inspirés de l'œuvre d'Edgar Allan Poe.

| Année | Film                          | Titre original              | Réalisateur(s)         |
| ----- | ----------------------------- | --------------------------- | ---------------------- |
| 1960  | La Chute de la maison Usher,  | House of Usher              | Roger Corman           |
| 1960  | Le Masque du démon,           | La maschera del demonio     | Mario Bava             |
| 1960  | Le Village des damnés,        | Village of the Damned       | Wolf Rilla             |
| 1960  | Le Voyeur,                    | Peeping Tom                 | Michael Powell         |
| 1960  | Les Yeux sans visage,         | Les Yeux sans visage        | Georges Franju         |
| 1960  | Psychose,                     | Psycho                      | Alfred Hitchcock       |
| 1961  | La Chambre des tortures       | The Pit and the Pendulum    | Roger Corman           |
| 1961  | Mr. Sardonicus                | Mr. Sardonicus              | William Castle         |
| 1961  | Les Innocents,                | The Innocents               | Jack Clayton           |
| 1962  | Le Carnaval des âmes,         | Carnival of Souls           | Herk Harvey            |
| 1963  | Dementia 13                   | Dementia 13                 | Francis Ford Coppola   |
| 1963  | L'Horrible Cas du docteur X   | The Man with the X-Ray Eyes | Roger Corman           |
| 1963  | La Maison du diable,          | The Haunting                | Robert Wise            |
| 1963  | Les Oiseaux,                  | The Birds                   | Alfred Hitchcock       |
| 1963  | Les Trois Visages de la peur, | I tre volti della paura     | Mario Bava             |
| 1963  | Orgie sanglante,              | Blood Feast                 | Herschell Gordon Lewis |
| 1964  | Kwaïdan,                      | Kaidan                      | Masaki Kobayashi       |
| 1964  | Le Masque de la mort rouge    | The Masque of the Red Death | Roger Corman           |
| 1964  | Onibaba                       | Onibaba                     | Kaneto Shindō          |
| 1964  | Six Femmes pour l'assassin    | Sei donne per l'assassino   | Mario Bava             |
| 1965  | Répulsion,                    | Repulsion                   | Roman Polanski         |
| 1966  | Opération peur,               | Operazione paura            | Mario Bava             |
| 1967  | Seule dans la nuit,           | Wait Until Dark             | Terence Young          |
| 1968  | La Nuit des morts-vivants,    | Night of the Living Dead    | George A. Romero       |
| 1968  | Le Grand Inquisiteur,         | Witchfinder General         | Michael Reeves         |
| 1968  | Les Vierges de Satan          | The Devil Rides Out         | Terence Fisher         |
| 1968  | Rosemary's Baby,              | Rosemary's Baby             | Roman Polanski         |

### Années 1970

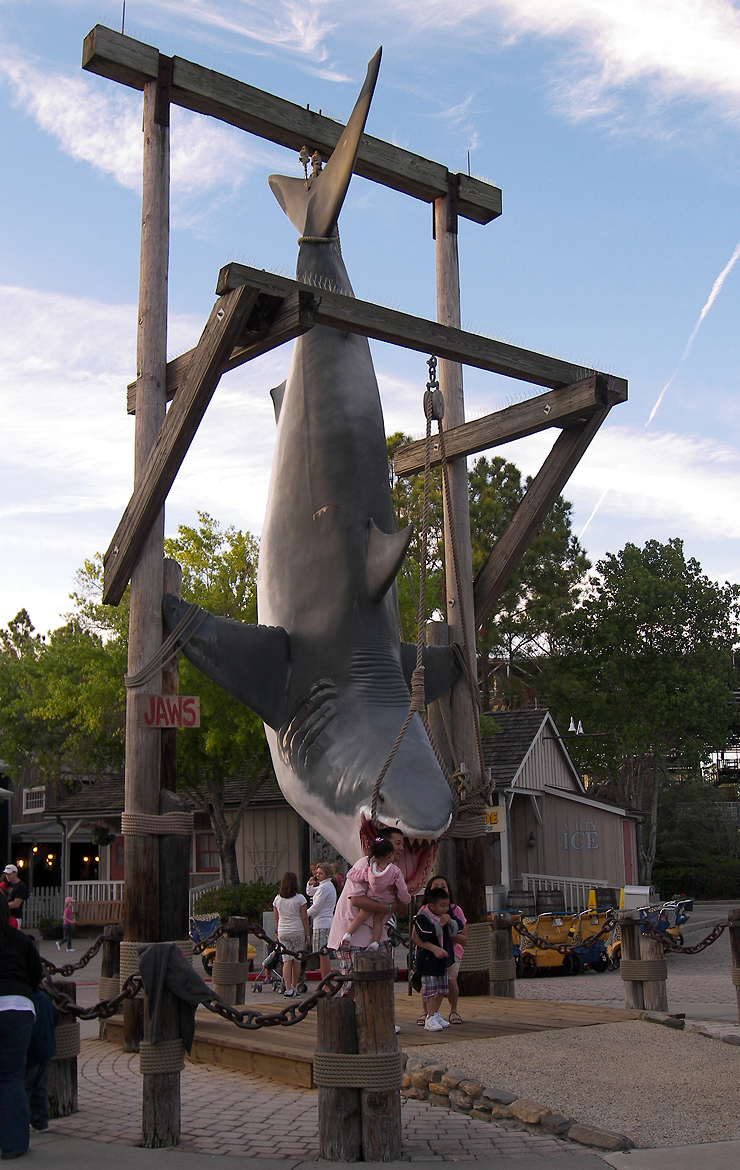
Le requin des Dents de la mer (1975) à l'entrée des Universal Studios Florida.

| Année | Film                              | Titre original                     | Réalisateur(s)    |
| ----- | --------------------------------- | ---------------------------------- | ----------------- |
| 1970  | L'Oiseau au plumage de cristal    | L'uccello dalle piume di cristallo | Dario Argento     |
| 1971  | L'Abominable Docteur Phibes,      | The Abominable Dr Phibes           | Robert Fuest      |
| 1971  | La Baie sanglante,                | Reazione a catena                  | Mario Bava        |
| 1971  | Les Diables                       | The Devils                         | Ken Russell       |
| 1972  | Asylum                            | Asylum                             | Roy Ward Baker    |
| 1972  | La Dernière Maison sur la gauche, | The Last House on the Left         | Wes Craven        |
| 1973  | L'Exorciste,                      | The Exorcist                       | William Friedkin  |
| 1973  | La Maison des damnés,             | The Legend of Hell House           | John Hough        |
| 1973  | Ne vous retournez pas,            | Don't Look Now                     | Nicolas Roeg      |
| 1973  | Sœurs de sang,                    | Sisters                            | Brian De Palma    |
| 1973  | The Wicker Man,                   | The Wicker Man                     | Robin Hardy       |
| 1974  | Black Christmas,                  | Black Christmas                    | Bob Clark         |
| 1974  | Massacre à la tronçonneuse,       | The Texas Chain Saw Massacre       | Tobe Hooper       |
| 1975  | Frissons,                         | Shivers                            | David Cronenberg  |
| 1975  | Les Dents de la mer,              | Jaws                               | Steven Spielberg  |
| 1975  | Les Frissons de l'angoisse,       | Profondo rosso                     | Dario Argento     |
| 1976  | Alice, douce Alice                | Alice, Sweet Alice                 | Alfred Sole       |
| 1976  | Carrie au bal du diable,          | Carrie                             | Brian De Palma    |
| 1976  | La Maison aux fenêtres qui rient  | La casa dalle finestre che ridono  | Pupi Avati        |
| 1976  | La Malédiction,                   | The Omen                           | Richard Donner    |
| 1976  | Meurtres sous contrôle            | God Told Me To                     | Larry Cohen       |
| 1977  | Eraserhead,                       | Eraserhead                         | David Lynch       |
| 1977  | House,                            | Hausu                              | Nobuhiko Ōbayashi |
| 1977  | La colline a des yeux,            | The Hills Have Eyes                | Wes Craven        |
| 1977  | La Sentinelle des maudits         | The Sentinel                       | Michael Winner    |
| 1977  | Martin,                           | Martin                             | George A. Romero  |
| 1977  | Suspiria,                         | Suspiria                           | Dario Argento     |
| 1978  | La Nuit des masques,              | Halloween                          | John Carpenter    |
| 1978  | L'Invasion des profanateurs,      | Invasion of the Body Snatchers     | Philip Kaufman    |
| 1978  | Piranhas                          | Piranha                            | Joe Dante         |
| 1978  | Zombie,                           | Dawn of the Dead                   | George A. Romero  |
| 1979  | Alien, le huitième passager,      | Alien                              | Ridley Scott      |
| 1979  | Amityville : La Maison du diable  | The Amityville Horror              | Stuart Rosenberg  |
| 1979  | Chromosome 3,                     | The Brood                          | David Cronenberg  |
| 1979  | L'Enfer des zombies               | Zombi 2                            | Lucio Fulci       |
| 1979  | Nosferatu, fantôme de la nuit,    | Nosferatu: Phantom der Nacht       | Werner Herzog     |
| 1979  | Phantasm,                         | Phantasm                           | Don Coscarelli    |

### Années 1980

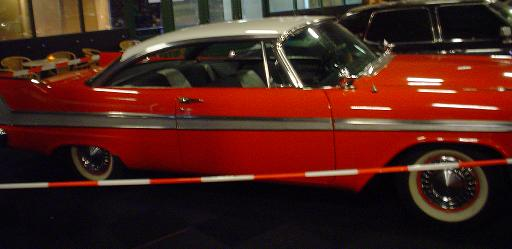
La Plymouth Fury 1958 de Christine (1983).

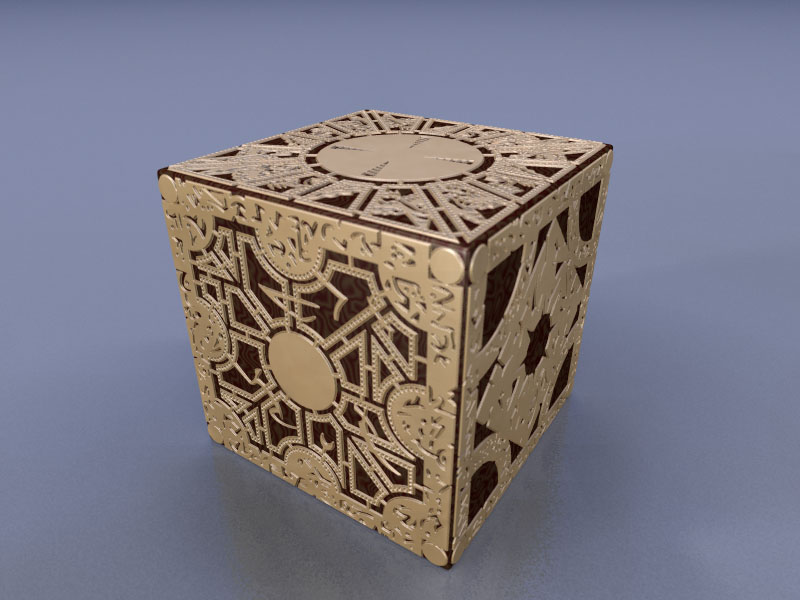
Le cube d'Hellraiser.

| Année | Film                                | Titre original                     | Réalisateur(s)       |
| ----- | ----------------------------------- | ---------------------------------- | -------------------- |
| 1980  | Cannibal Holocaust,                 | Cannibal Holocaust                 | Ruggero Deodato      |
| 1980  | Fog,                                | The Fog                            | John Carpenter       |
| 1980  | L'Enfant du diable,                 | The Changeling                     | Peter Medak          |
| 1980  | Maniac                              | Maniac                             | William Lustig       |
| 1980  | Shining,                            | The Shining                        | Stanley Kubrick      |
| 1980  | Vendredi 13,                        | Friday the 13th                    | Sean S. Cunningham   |
| 1981  | Evil Dead,                          | The Evil Dead                      | Sam Raimi            |
| 1981  | Hurlements,                         | The Howling                        | Joe Dante            |
| 1981  | L'Au-delà,                          | E tu vivrai nel terrore - L'aldilà | Lucio Fulci          |
| 1981  | Le Loup-garou de Londres,           | An American Werewolf in London     | John Landis          |
| 1981  | Possession,                         | Possession                         | Andrzej Żuławski     |
| 1981  | Scanners                            | Scanners                           | David Cronenberg     |
| 1982  | Creepshow                           | Creepshow                          | George A. Romero     |
| 1982  | Poltergeist,                        | Poltergeist                        | Tobe Hooper          |
| 1982  | The Thing,                          | The Thing                          | John Carpenter       |
| 1983  | Christine                           | Christine                          | John Carpenter       |
| 1983  | Dead Zone,                          | The Dead Zone                      | David Cronenberg     |
| 1983  | Vidéodrome,                         | Videodrome                         | David Cronenberg     |
| 1984  | Gremlins                            | Gremlins                           | Joe Dante            |
| 1984  | Les Griffes de la nuit,             | A Nightmare on Elm Street          | Wes Craven           |
| 1984  | Razorback                           | Razorback                          | Russell Mulcahy      |
| 1985  | Démons                              | Demoni                             | Lamberto Bava        |
| 1985  | Le Jour des morts-vivants,          | Day of the Dead                    | George A. Romero     |
| 1985  | Le Retour des morts-vivants         | Return of the Living Dead          | Dan O'Bannon         |
| 1985  | Re-Animator,                        | Re-Animator                        | Stuart Gordon        |
| 1985  | Vampire, vous avez dit vampire ?,   | Fright Night                       | Tom Holland          |
| 1986  | Aliens, le retour,                  | Aliens                             | James Cameron        |
| 1986  | Aux portes de l'au-delà             | From Beyond                        | Stuart Gordon        |
| 1986  | Henry, portrait d'un serial killer, | Henry: Portrait of a Serial Killer | John McNaughton      |
| 1986  | Hitcher                             | The Hitcher                        | Robert Harmon        |
| 1986  | La Mouche,                          | The Fly                            | David Cronenberg     |
| 1987  | Aux frontières de l'aube,           | Near Dark                          | Kathryn Bigelow      |
| 1987  | Evil Dead 2,                        | Evil Dead 2                        | Sam Raimi            |
| 1987  | Le Pacte,                           | Hellraiser                         | Clive Barker         |
| 1987  | Opéra,                              | Opera                              | Dario Argento        |
| 1988  | Jeu d'enfant,                       | Child's Play                       | Tom Holland          |
| 1988  | Faux-semblants                      | Dead Ringers                       | David Cronenberg     |
| 1988  | Le Blob,                            | The Blob                           | Chuck Russell        |
| 1989  | Santa Sangre                        | Santa Sangre                       | Alejandro Jodorowsky |
| 1989  | Society,                            | Society                            | Brian Yuzna          |
| 1989  | Simetierre                          | Stephen King's Pet Sematary        | Mary Lambert         |

### Années 1990
| Année | Film                                     | Titre original                  | Réalisateur(s)                   |
| ----- | ---------------------------------------- | ------------------------------- | -------------------------------- |
| 1990  | L'Échelle de Jacob,                      | Jacob's Ladder                  | Adrian Lyne                      |
| 1990  | Misery,                                  | Misery                          | Rob Reiner                       |
| 1990  | Tremors                                  | Tremors                         | Ron Underwood                    |
| 1990  | « Il » est revenu                        | Stephen King's It               | Tommy Lee Wallace                |
| 1991  | Le Silence des agneaux,                  | The Silence of the Lambs        | Jonathan Demme                   |
| 1992  | Braindead,                               | Braindead                       | Peter Jackson                    |
| 1992  | Candyman,                                | Candyman                        | Bernard Rose                     |
| 1992  | Dracula,                                 | Bram Stoker's Dracula           | Francis Ford Coppola             |
| 1992  | Simetierre 2                             | Pet Sematary Two                | Mary Lambert                     |
| 1993  | Cronos,                                  | Cronos                          | Guillermo del Toro               |
| 1994  | Dellamorte Dellamore                     | Dellamorte Dellamore            | Michele Soavi                    |
| 1994  | L'Antre de la folie                      | In the Mouth of Madness         | John Carpenter                   |
| 1994  | Le Veilleur de nuit                      | Nattevagten                     | Ole Bornedal                     |
| 1994  | Le Fléau                                 | Stephen King's The Stand        | Mick Garris                      |
| 1995  | Le Cavalier du Diable                    | Demon Knight                    | Ernest R. Dickerson              |
| 1995  | Seven,                                   | Seven                           | David Fincher                    |
| 1996  | Scream,                                  | Scream                          | Wes Craven                       |
| 1996  | Une nuit en enfer                        | From Dusk till Dawn             | Robert Rodriguez                 |
| 1997  | Event Horizon, le vaisseau de l'au-delà, | Event Horizon                   | Paul W. S. Anderson              |
| 1997  | Funny Games,                             | Funny Games                     | Michael Haneke                   |
| 1997  | Souviens-toi... l'été dernier            | I Know What You Did Last Summer | Jim Gillespie                    |
| 1997  | Shining : Les Couloirs du Temps          | Stephen King's The Shining      | Mick Garris                      |
| 1998  | Ring,                                    | Ringu                           | Hideo Nakata                     |
| 1999  | Audition,                                | Ôdishon                         | Takashi Miike                    |
| 1999  | Le Projet Blair Witch,                   | The Blair Witch Project         | Daniel Myrick et Eduardo Sánchez |
| 1999  | Sixième Sens,                            | The Sixth Sense                 | M. Night Shyamalan               |
| 1999  | Vorace,                                  | Ravenous                        | Antonia Bird                     |

### Années 2000
| Année | Film                      | Titre original                             | Réalisateur(s)                             |
| ----- | ------------------------- | ------------------------------------------ | ------------------------------------------ |
| 2000  | American Psycho,          | American Psycho                            | Mary Harron                                |
| 2000  | Apparences                | What Lies Beneath                          | Robert Zemeckis                            |
| 2000  | Destination finale,       | Final Destination                          | James Wong                                 |
| 2000  | Ginger Snaps,             | Ginger Snaps                               | John Fawcett                               |
| 2001  | Emprise                   | Frailty                                    | Bill Paxton                                |
| 2001  | Kaïro,                    | Kairo                                      | Kiyoshi Kurosawa                           |
| 2001  | L'Échine du Diable,       | El espinazo del diablo                     | Guillermo del Toro                         |
| 2001  | Les Autres,               | The Others                                 | Alejandro Amenábar                         |
| 2001  | Session 9,                | Session 9                                  | Brad Anderson                              |
| 2001  | Trouble Every Day,        | Trouble Every Day                          | Claire Denis                               |
| 2002  | 28 jours plus tard,       | 28 Days Later                              | Danny Boyle                                |
| 2002  | Dark Water                | Honogurai mizu no soko kara                | Hideo Nakata                               |
| 2002  | Le Cercle,                | The Ring                                   | Gore Verbinski                             |
| 2002  | May,                      | May                                        | Lucky McKee                                |
| 2002  | The Eye                   | Gin gwai                                   | Oxide et Danny Pang                        |
| 2003  | Deux Sœurs,               | Janghwa, Hongryeon                         | Kim Jee-woon                               |
| 2003  | Ju-on: The Grudge,        | Ju-on                                      | Takashi Shimizu                            |
| 2003  | Ju-on: The Grudge 2       | Ju-on 2                                    | Takashi Shimizu                            |
| 2003  | Gozu                      | Gozu                                       | Takashi Miike                              |
| 2003  | Haute Tension,            | Haute Tension                              | Alexandre Aja                              |
| 2004  | L'Armée des morts,        | Dawn of the Dead                           | Zack Snyder                                |
| 2004  | Saw,                      | Saw                                        | James Wan                                  |
| 2004  | Shaun of the Dead,        | Shaun of the Dead                          | Edgar Wright                               |
| 2004  | Shutter                   | Shutter                                    | Banjong Pisanthanakun et Parkpoom Wongpoom |
| 2004  | The Grudge                | The Grudge                                 | Takashi Shimizu                            |
| 2005  | The Descent,              | The Descent                                | Neil Marshall                              |
| 2005  | The Devil's Rejects,      | The Devil's Rejects                        | Rob Zombie                                 |
| 2005  | Wolf Creek,               | Wolf Creek                                 | Greg McLean                                |
| 2005  | Le Cercle 2               | The Ring Two                               | Hideo Nakata                               |
| 2006  | Bug,                      | Bug                                        | William Friedkin                           |
| 2006  | Cold Prey                 | Fritt Vilt                                 | Roar Uthaug                                |
| 2006  | Derrière le masque,       | Behind the Mask: The Rise of Leslie Vernon | Scott Glosserman                           |
| 2006  | The Host,                 | Gwoemul                                    | Bong Joon-ho                               |
| 2006  | The Grudge 2              | The Grudge 2                               | Takashi Shimizu                            |
| 2006  | Horribilis                | Slither                                    | James Gunn                                 |
| 2007  | À l'intérieur,            | À l'intérieur                              | Alexandre Bustillo et Julien Maury         |
| 2007  | L'Orphelinat,             | El Orfanato                                | Juan Antonio Bayona                        |
| 2007  | [●REC],                   | ●REC                                       | Jaume Balagueró et Paco Plaza              |
| 2007  | Teeth                     | Teeth                                      | Mitchell Lichtenstein                      |
| 2007  | The Mist,                 | The Mist                                   | Frank Darabont                             |
| 2007  | Trick 'r Treat,           | Trick'r Treat                              | Michael Dougherty                          |
| 2008  | Martyrs,                  | Martyrs                                    | Pascal Laugier                             |
| 2008  | Morse,                    | Låt den rätte komma in                     | Tomas Alfredson                            |
| 2008  | The Strangers,            | The Strangers                              | Bryan Bertino                              |
| 2009  | Antichrist,               | Antichrist                                 | Lars von Trier                             |
| 2009  | Bienvenue à Zombieland    | Zombieland                                 | Ruben Fleischer                            |
| 2009  | Paranormal Activity,      | Paranormal Activity                        | Oren Peli                                  |
| 2009  | Esther                    | Orphan                                     | Jaume Collet-Serra                         |
| 2009  | Jusqu'en enfer,           | Drag Me to Hell                            | Sam Raimi                                  |
| 2009  | [●REC]²                   | [●REC]²                                    | Jaume Balagueró et Paco Plaza              |
| 2009  | The Grudge 3              | The Grudge 3                               | Toby Wilkins                               |
| 2009  | The House of the Devil,   | The House of the Devil                     | Ti West                                    |
| 2009  | The Loved Ones,           | The Loved Ones                             | Sean Byrne                                 |
| 2009  | Thirst, ceci est mon sang | Bakjwi                                     | Park Chan-wook                             |

### Années 2010
| Année | Film                                    | Titre original                   | Réalisateur(s)                   |
| ----- | --------------------------------------- | -------------------------------- | -------------------------------- |
| 2010  | Insidious,                              | Insidious                        | James Wan                        |
| 2010  | J'ai rencontré le Diable,               | Akmareul boatda                  | Kim Jee-woon                     |
| 2010  | Laisse-moi entrer,                      | Let Me In                        | Matt Reeves                      |
| 2010  | The Troll Hunter,                       | Trolljegeren                     | André Øvredal                    |
| 2011  | Attack the Block                        | Attack the Block                 | Joe Cornish                      |
| 2011  | Kill List,                              | Kill List                        | Ben Wheatley                     |
| 2011  | The Innkeepers,                         | The Innkeepers                   | Ti West                          |
| 2011  | You're Next,                            | You're Next                      | Adam Wingard                     |
| 2012  | Berberian Sound Studio,                 | Berberian Sound Studio           | Peter Strickland                 |
| 2012  | La Cabane dans les bois,                | The Cabin in the Woods           | Drew Goddard                     |
| 2012  | Sinister,                               | Sinister                         | Scott Derrickson                 |
| 2013  | Conjuring : Les Dossiers Warren,        | The Conjuring                    | James Wan                        |
| 2013  | Evil Dead,                              | Evil Dead                        | Fede Alvarez                     |
| 2013  | The Mirror,                             | Oculus                           | Mike Flanagan                    |
| 2013  | Under the Skin,                         | Under the Skin                   | Jonathan Glazer                  |
| 2013  | We Are What We Are,                     | We Are What We Are               | Jim Mickle                       |
| 2014  | A Girl Walks Home Alone at Night,       | A Girl Walks Home Alone at Night | Ana Lily Amirpour                |
| 2014  | It Follows,                             | It Follows                       | David Robert Mitchell            |
| 2014  | Mister Babadook,                        | The Babadook                     | Jennifer Kent                    |
| 2014  | Vampires en toute intimité,             | What We Do in the Shadows        | Taika Waititi et Jemaine Clement |
| 2015  | Crimson Peak                            | Crimson Peak                     | Guillermo del Toro               |
| 2015  | Green Room                              | Green Room                       | Jeremy Saulnier                  |
| 2015  | The Invitation,                         | The Invitation                   | Karyn Kusama                     |
| 2015  | The Visit                               | The Visit                        | M. Night Shyamalan               |
| 2015  | The Witch,                              | The Witch                        | Robert Eggers                    |
| 2016  | Conjuring 2 : Le Cas Enfield,           | The Conjuring 2                  | James Wan                        |
| 2016  | Dernier train pour Busan,               | Busanhaeng                       | Yeon Sang-ho                     |
| 2016  | Don't Breathe : La Maison des ténèbres, | Don't Breathe                    | Fede Alvarez                     |
| 2016  | Grave,                                  | Grave                            | Julia Ducournau                  |
| 2016  | Split,                                  | Split                            | M. Night Shyamalan               |
| 2016  | The Strangers,                          | Gok-seong                        | Na Hong-jin                      |
| 2016  | Under the Shadow,                       | Under the Shadow                 | Babak Anvari                     |
| 2017  | Ça,                                     | It                               | Andrés Muschietti                |
| 2017  | Get Out,                                | Get Out                          | Jordan Peele                     |
| 2017  | It Comes at Night,                      | It Comes at Night                | Trey Edward Shults               |
| 2017  | Terrifier                               | Damien Leone's Terrifier         | Damien Leone                     |
| 2018  | Hérédité,                               | Hereditary                       | Ari Aster                        |
| 2018  | Sans un bruit,                          | A Quiet Place                    | John Krasinski                   |
| 2019  | Simetierre                              | Pet Sematary                     | Kevin Kölsch et Dennis Widmyer   |
| 2019  | Ça : Chapitre 2                         | It Chapter Two                   | Andrés Muschietti                |
| 2019  | Doctor Sleep                            | Stephen King's Doctor Sleep      | Mike Flanagan                    |

### Années 2020
| Année | Film                       | Titre original             | Réalisateur(s)                         |
| ----- | -------------------------- | -------------------------- | -------------------------------------- |
| 2020  | Gretel & Hansel            | Gretel & Hansel            | Oz Perkins                             |
| 2020  | Amulet                     | Amulet                     | Romola Garai                           |
| 2020  | His House                  | His House                  | Remi Weekes                            |
| 2020  | The Hunt                   | The Hunt                   | Craig Zobel                            |
| 2020  | Sans un bruit 2            | A Quiet Place Part II      | John Krasinski                         |
| 2021  | Titane                     | Titane                     | Julia Ducournau                        |
| 2021  | Affamés                    | Antlers                    | Scott Cooper                           |
| 2021  | Old                        | Old                        | M. Night Shyamalan                     |
| 2021  | Army of the Dead           | Army of the Dead           | Zack Snyder                            |
| 2022  | Terrifier 2                | Damien Leone's Terrifier 2 | Damien Leone                           |
| 2022  | Scream                     | Scream                     | Matt Bettinelli-Olpin et Tyler Gillett |
| 2022  | Morbius                    | Morbius                    | Daniel Espinosa                        |
| 2022  | Egō                        | Egō                        | Hanna Bergholm                         |
| 2022  | Firestarter                | Firestarter                | Keith Thomas                           |
| 2022  | Massacre à la tronconneuse | Texas Chainsaw Massacre    | David Blue Garcia                      |
| 2022  | Halloween Ends             | Halloween Ends             | David Gordon Green                     |

## Les acteurs
| Acteur                | Films notables |
| --------------------- | --- |
| Tom Atkins            | Extra Sangsues, Fog, Maniac Cop, Halloween 3 : Le Sang du sorcier, Meurtres à la St-Valentin                                                                     |
| Lionel Atwill         | Docteur X, Masques de cire, La Marque du vampire, Le Fils de Frankenstein                                                                                        |
| Tobin Bell            | Boogeyman 2, Saga Saw (Jigsaw) |
| Michael Berryman      | La colline a des yeux, La colline a des yeux 2, The Devil's Rejects                                                                                              |
| Linda Blair           | L'Exorciste, L'Exorciste 2 : L'Hérétique, Scream |
| Doug Bradley          | Saga Hellraiser (Pinhead), Cabal |
| Bruce Campbell        | Bubba Ho-tep, Trilogie Evil Dead (Ash Williams), Maniac Cop, Maniac Cop 2                                                                                        |
| Lon Chaney            | Le Fantôme de l'Opéra, Notre-Dame de Paris, L'Inconnu |
| Jeffrey Combs         | Aux portes de l'au-delà, Trilogie Re-Animator (Herbert West), La Maison de l'horreur                                                                             |
| Jamie Lee Curtis      | Fog, Le Bal de l'horreur, Halloween, Halloween 2, Halloween, 20 ans après, Halloween : Résurrection                                                              |
| Peter Cushing         | Frankenstein s'est échappé, La Revanche de Frankenstein, Le Cauchemar de Dracula, La Malédiction des pharaons                                                    |
| Robert Englund        | Le Crocodile de la mort, Saga Freddy (Freddy Krueger), Urban Legend, Wishmaster, 2001 Maniacs                                                                    |
| Mia Farrow            | Rosemary's Baby, Terreur aveugle, Le Cercle infernal, La Malédiction                                                                                             |
| Sarah Michelle Gellar | Souviens-toi... l'été dernier, Scream 2, The Grudge, The Grudge 2, The Return                                                                                    |
| Gunnar Hansen         | Massacre à la Tronçonneuse (Leatherface), Mosquito |
| David Hess            | La Dernière Maison sur la gauche, La Proie de l'autostop, La Maison au fond du parc, La Créature du marais                                                       |
| Kane Hodder           | Vendredi 13, chapitre VII : Un nouveau défi, Vendredi 13, chapitre VIII : L'Ultime Retour, Jason va en enfer, Jason X (Jason Voorhees), Hatchet                  |
| Boris Karloff         | Frankenstein, La Fiancée de Frankenstein, Le Fils de Frankenstein, La Momie, Le Chat noir, Le Récupérateur de cadavres, Le Corbeau, Les Trois Visages de la peur |
| Christopher Lee       | Le Cauchemar de Dracula, Dracula, prince des ténèbres (Comte Dracula), Frankenstein s'est échappé, La Malédiction des pharaons                                   |
| Peter Lorre           | Les Mains d'Orlac, Le Corbeau |
| Béla Lugosi           | Dracula, L'Île du docteur Moreau, White Zombie, Le Chat noir, La Marque du vampire                                                                               |
| Jason Miller          | L'Exorciste, L'Exorciste III (Damien Karras), La Neuvième Configuration                                                                                          |
| Jack Nicholson        | Shining, Wolf |
| Betsy Palmer          | Vendredi 13, Le Tueur du vendredi |
| Anthony Perkins       | Tétralogie Psychose (Norman Bates) |
| Donald Pleasence      | Halloween, Halloween 2, Halloween 4, Halloween 5, Halloween 6 (Samuel Loomis), Dracula, Prince des ténèbres                                                      |
| Vincent Price         | La Mouche noire, Le Retour de la mouche, La Chute de la Maison Usher, La Chambre des tortures, Le Masque de la mort rouge, L'Abominable Docteur Phibes           |
| Linnea Quigley        | Douce nuit, sanglante nuit, Le Retour des morts-vivants, Creepozoids, Sorority Babes in the Slimeball Bowl-O-Rama, La Nuit des Démons                            |
| Claude Rains          | L'Homme invisible, Le Loup-garou |
| Barbara Steele        | Le Masque du démon, La Chambre des tortures, La Sorcière sanglante, Frissons, Piranhas                                                                           |
| Tony Todd             | Trilogie Candyman (Daniel Robitaille / Candyman), La Nuit des morts-vivants, Destination finale                                                                  |
| Edward Van Sloan      | Dracula, Frankenstein, La Momie |
| Dee Wallace           | La colline a des yeux, Hurlements, Cujo |
| Sigourney Weaver      | Tétralogie Alien (Ellen Ripley) |
| Fay Wray              | Docteur X, Masques de cire, King Kong |

## Les réalisateurs
| Nom                    | Films notables |
| ---------------------- | --- |
| Alexandre Aja          | Haute Tension, La colline a des yeux, Mirrors, Piranha 3D, Horns |
| Fede Alvarez           | Evil Dead, Don't Breathe : La Maison des ténèbres |
| Dario Argento          | L'Oiseau au plumage de cristal, Les Frissons de l'angoisse, Suspiria, Inferno, Ténèbres, Opéra                                                                                |
| Jaume Balagueró        | La Secte sans nom, Fragile, REC, REC 2 |
| Clive Barker           | Hellraiser, Cabal, Le Maître des Illusions |
| Mario Bava             | Le Masque du démon, Les Trois Visages de la peur, Six Femmes pour l'assassin, Opération peur, La Planète des vampires, La Baie sanglante                                      |
| Darren Lynn Bousman    | Saw 2, Saw 3, Saw 4, The Forest |
| Tod Browning           | L'Inconnu, Londres après minuit, Dracula, Freaks, La Marque du vampire |
| John Carpenter         | Halloween, Fog, The Thing, Christine, Prince des ténèbres, L'Antre de la folie, Vampires                                                                                      |
| Bob Clark              | Black Christmas, Le Mort-vivant |
| Roger Corman           | Un baquet de sang, La Petite Boutique des horreurs, La Chute de la maison Usher, La Chambre des tortures, L'Horrible Cas du docteur X, Le Corbeau, Le Masque de la mort rouge |
| Wes Craven             | La Dernière Maison sur la gauche, La colline a des yeux, Les Griffes de la nuit, Le Sous-sol de la peur, Freddy sort de la nuit, Cursed, Saga Scream                          |
| David Cronenberg       | Frissons, Rage, Chromosome 3, Scanners, Vidéodrome, Dead Zone, La Mouche, Faux-semblants                                                                                      |
| Joe Dante              | Piranhas, Hurlements, Gremlins, Vote ou crève |
| Guillermo del Toro     | Cronos, Mimic, L'Échine du Diable, Crimson Peak |
| Ruggero Deodato        | Le Dernier Monde cannibale, Cannibal Holocaust, La Maison au fond du parc |
| Brian De Palma         | Sœurs de sang, Carrie au bal du diable, Furie, Pulsions |
| Scott Derrickson       | Hellraiser V: Inferno, L'Exorcisme d'Emily Rose, Sinister, Délivre-nous du mal                                                                                                |
| Julia Ducournau        | Grave, Titane |
| Terence Fisher         | Frankenstein s'est échappé, Le Cauchemar de Dracula, Le Chien des Baskerville, La Malédiction des pharaons, La Nuit du loup-garou, La Gorgone, Les Vierges de Satan           |
| Mike Flanagan          | The Mirror, Pas un bruit, Ne t'endors pas, Ouija : les origines, Jessie, Doctor Sleep                                                                                         |
| William Friedkin       | L'Exorciste, La Nurse, Bug |
| Lucio Fulci            | La Longue Nuit de l'exorcisme, L'Enfer des zombies, Frayeurs, L'Au-delà, La Maison près du cimetière, L'Éventreur de New York                                                 |
| Stuart Gordon          | Re-Animator, Aux portes de l'au-delà, Les Poupées, Dagon |
| Alfred Hitchcock       | Psychose, Les Oiseaux |
| Tom Holland            | Vampire, vous avez dit vampire ?, Jeu d'enfant, La Peau sur les os |
| Tobe Hooper            | Massacre à la tronçonneuse, Massacres dans le train fantôme, Poltergeist, Lifeforce, The Mangler                                                                              |
| Herschell Gordon Lewis | Orgie sanglante, 2000 maniaques, The Wizard of Gore |
| Neil Marshall          | Dog Soldiers, The Descent |
| Lucky McKee            | May, The Woods, The Woman, All Cheerleaders Die |
| Greg McLean            | Wolf Creek, Solitaire, Wolf Creek 2, The Darkness, The Belko Experiment |
| Takashi Miike          | Audition, Gozu, La Mort en ligne, La Maison des sévices |
| Hideo Nakata           | Ring, Ring 2, Dark Water |
| Jordan Peele           | Get Out, Us, Nope |
| Sam Raimi              | Evil Dead, Evil Dead 2, Evil Dead 3, Jusqu'en enfer |
| George A. Romero       | La Nuit des morts-vivants, La Nuit des fous vivants, Martin, Zombie, Creepshow, Le Jour des morts-vivants, La Part des ténèbres, Le Territoire des morts                      |
| Eli Roth               | Cabin Fever, Hostel, Hostel, chapitre II, The Green Inferno |
| Christopher Smith      | Creep, Severance, Triangle, Black Death |
| Jacques Tourneur       | La Féline, Vaudou, L'Homme-léopard, Rendez-vous avec la peur |
| James Wan              | Saw, Dead Silence, Insidious, Conjuring : Les Dossiers Warren, Conjuring 2 : Le Cas Enfield                                                                                   |
| Ti West                | Cabin Fever 2: Spring Fever, The House of the Devil, The Innkeepers, The Sacrament                                                                                            |
| James Whale            | Frankenstein, Une soirée étrange, L'Homme invisible, La Fiancée de Frankenstein                                                                                               |
| Adam Wingard           | You're Next, The Guest, Blair Witch |
| Brian Yuzna            | Society, Re-Animator 2, Le Dentiste, Faust |
| Rob Zombie             | La Maison des mille morts, The Devil's Rejects, Halloween, Halloween 2, The Lords of Salem, 31                                                                                |